# Championnat du monde d'échecs 1978
Le Championnat du monde d'échecs 1978 a été disputé entre le tenant du titre, le Soviétique Anatoli Karpov et Viktor Kortchnoï, dissident soviétique alors apatride, à Baguio aux Philippines du 18 juillet au 18 octobre 1978. Il a été remporté par Karpov.

## Qualification
Au cours du cycle de qualification 1976-1978, Kortchnoï remporte une courte victoire contre Tigran Petrossian dans le match de quarts de finale qui les oppose, et élimine ensuite plus facilement Lev Polougaïevski et Boris Spassky ce qui le qualifie comme challenger de Karpov.
Bobby Fischer est qualifié automatiquement en tant que challenger du cycle précédent, mais il décline l'invitation et Boris Spassky le remplace.
|  | Quarts de finale             | Quarts de finale             |                  |     | Demi-finales        | Demi-finales        |  |  | Finale                           | Finale                           |
|  | Quarts de finale             | Quarts de finale             |                  |     | Demi-finales        | Demi-finales        |  |  | Finale                           | Finale                           |
|  |                              |                              |                  |     |                     |                     |  |  |                                  |                                  |
|  | Il Ciocco, février-mars 1977 | Il Ciocco, février-mars 1977 |                  |     | Évian, juillet 1977 | Évian, juillet 1977 |  |  | Belgrade, novembre-décembre 1977 | Belgrade, novembre-décembre 1977 |
|  | Il Ciocco, février-mars 1977 | Il Ciocco, février-mars 1977 |                  |     | Évian, juillet 1977 | Évian, juillet 1977 |  |  | Belgrade, novembre-décembre 1977 | Belgrade, novembre-décembre 1977 |
|  | Viktor Kortchnoï             | 6½                           |                  |     | Évian, juillet 1977 | Évian, juillet 1977 |  |  | Belgrade, novembre-décembre 1977 | Belgrade, novembre-décembre 1977 |
|  | Viktor Kortchnoï             | 6½                           |                  |     | Évian, juillet 1977 | Évian, juillet 1977 |  |  | Belgrade, novembre-décembre 1977 | Belgrade, novembre-décembre 1977 |
|  | Tigran Petrossian            | 5½                           |                  |     | Évian, juillet 1977 | Évian, juillet 1977 |  |  | Belgrade, novembre-décembre 1977 | Belgrade, novembre-décembre 1977 |
|  | Tigran Petrossian            | 5½                           | Viktor Kortchnoï | 8½  |                     |                     |  |  | Belgrade, novembre-décembre 1977 | Belgrade, novembre-décembre 1977 |
|  | Lucerne, février-mars 1977   |                              | Viktor Kortchnoï | 8½  |                     |                     |  |  | Belgrade, novembre-décembre 1977 | Belgrade, novembre-décembre 1977 |
|  |                              | Lev Polougaïevski            | 4½               |     |                     |                     |  |  | Belgrade, novembre-décembre 1977 | Belgrade, novembre-décembre 1977 |
|  | Lev Polougaïevski            | Lev Polougaïevski            | 4½               | 6½  |                     |                     |  |  | Belgrade, novembre-décembre 1977 | Belgrade, novembre-décembre 1977 |
|  | Lev Polougaïevski            |                              |                  | 6½  |                     |                     |  |  | Belgrade, novembre-décembre 1977 | Belgrade, novembre-décembre 1977 |
|  | Henrique Mecking             | 5½                           |                  |     |                     |                     |  |  | Belgrade, novembre-décembre 1977 | Belgrade, novembre-décembre 1977 |
|  | Henrique Mecking             | 5½                           | Viktor Kortchnoï | 10½ |                     |                     |  |  |                                  |                                  |
|  | Reykjavik, février-mars 1977 |                              | Viktor Kortchnoï | 10½ |                     |                     |  |  |                                  |                                  |
|  |                              | Boris Spassky                | 7½               |     |                     |                     |  |  |                                  |                                  |
|  | Boris Spassky                | Boris Spassky                | 7½               | 8½  |                     |                     |  |  |                                  |                                  |
|  | Boris Spassky                | Genève, juillet-août 1977    |                  | 8½  |                     |                     |  |  |                                  |                                  |
|  | Vlastimil Hort               | 7½                           |                  |     |                     |                     |  |  |                                  |                                  |
|  | Vlastimil Hort               | 7½                           | Boris Spassky    | 8½  |                     |                     |  |  |                                  |                                  |
|  | Rotterdam, février-mars 1977 |                              | Boris Spassky    | 8½  |                     |                     |  |  |                                  |                                  |
|  |                              | Lajos Portisch               | 6½               |     |                     |                     |  |  |                                  |                                  |
|  | Lajos Portisch               | Lajos Portisch               | 6½               | 6½  |                     |                     |  |  |                                  |                                  |
|  | Lajos Portisch               |                              |                  | 6½  |                     |                     |  |  |                                  |                                  |
|  | Bent Larsen                  | 3½                           |                  |     |                     |                     |  |  |                                  |                                  |
|  | Bent Larsen                  | 3½                           |                  |     |                     |                     |  |  |                                  |                                  |

## Organisation du match
Le match eut lieu à Baguio aux Philippines suivant une proposition de l'organisateur philippin Florencio Campomanes (qui deviendra président de la Fédération internationale des échecs en 1982) avec une bourse de 1 050 000 francs suisses, bien que la ville de Tilburg eût offert une bourse supérieure, de 1 220 000 CHF et que Graz et Hambourg eussent fait des offres similaires, à 1 000 000 CHF. Baguio était cependant la seule ville commune dans la liste de préférence communiquée par les deux joueurs.
L'équipe de Karpov comportait 14 personnes, les grands maîtres Igor Zaitsev et Iouri Balachov étaient ses secondants, parfois assistés de l'ancien champion du monde Mikhail Tal présent comme journaliste du magazine 64. Evgueni Vassioukov les rejoignit plus tard. La délégation  incluait le Dr Vladimir Zoukhar, un parapsychologue qui s'était fait connaître à Moscou pour pouvoir prétendument adresser des messages aux cosmonautes via des communications parapsychologiques. Cette équipe était dirigée par Victor Batourinski, un ancien colonel de la justice militaire soviétique. 
Les secondants de Kortchnoï étaient Raymond Keene, Michael Stean et Yaacov Murey. Oscar Panno s'y adjoignit plus tard. Petra Leeuwerick, une amie autrichienne de Kortchnoï, victime du stalinisme qui avait passé dix ans dans un goulag, dirigeait l'équipe. Elle fut remplacée par Keene après la 18e partie.
L'arbitrage était assuré par l'Allemand Lothar Schmid, assisté du Tchécoslovaque Miroslav Filip et du Yougoslave Božidar Kažić.
La cadence était de 40 coups en 2 h 30 puis 16 coups à l'heure, alors habituelle en tournoi de haut niveau, avec un ajournement après cinq heures de jeu.

## Incidents
Ce match a la réputation d'être l'un des plus étranges championnats du monde jamais disputés.
Un couple de yogis américains qui se faisaient appeler Dada et Didi, membres de la secte indienne Ananda Marga et soupçonnés de tentative de meurtre sur un diplomate indien et libres sous caution, vint apporter son support à Kortchnoï,. Il y eut d'autres événements marquants, tels que le passage aux rayons X de la chaise de Kortchnoï, spécialement importée de Suisse, des protestations au sujet des drapeaux représentés près des échiquiers, qui furent finalement ôtés, les plaintes pour tentative d'hypnose par le Dr Zoukhar qui se tenait au premier rang et fixait Kortchnoï imperturbablement, ce qui provoqua plusieurs incidents, les lunettes miroir de Kortchnoï et le balancement de Karpov dans un fauteuil tournant. Quand l'équipe de Karpov lui envoya un yaourt aux myrtilles pendant une partie sans demande de sa part, l'équipe de Kortchnoï protesta, prétendant qu'il pouvait s'agir d'un code. Bien qu'elle ait ensuite prétendu qu'il s'agissait d'une parodie des protestations précédentes, celle-ci fut prise au sérieux et les Russes furent obligés de n'apporter dorénavant que des yaourt du même fruit : ils choisirent la framboise.
Après plusieurs altercations verbales dans cette ambiance tendue, Kortchnoï estimant que sa famille était retenue en otage en URSS, tandis que Karpov soulignait que Kortchnoï l'avait abandonnée, ce dernier refusa de serrer la main de son adversaire à partir de la 8e partie. Kortchnoï exigea dès lors qu'ils ne s'adressent plus la parole pour offrir la nulle, mais exclusivement par le truchement de l'arbitre,.
Après le match, Kortchnoï tenta de faire annuler la dernière partie en raison de la présence du Dr Zukhar dans les premiers rangs des spectateurs, contrairement à un accord passé avec la délégation soviétique. La FIDE rejeta son appel en février 1979 et le tribunal d'Amsterdam le débouta en 1981.

## Déroulement du match
Le vainqueur du match était le premier à remporter six victoires. Il n'y avait pas de limite prévue au nombre de parties. La clause de revanche en cas de défaite du champion, pourtant abandonnée en 1963, était à nouveau en vigueur.
Les joueurs commencèrent le  match prudemment, puis, durant la cinquième partie, Kortchnoï manqua un mat et la partie se termina par un pat après 124 coups. Au début de la 8e partie, Karpov refusa de serrer la main du challenger, ce qui déconcentra Kortchnoï. Dans l'ouverture, une espagnole ouverte, Kortchnoï joua une défense inédite et douteuse qui contribua à sa première défaite. Lors de la dixième partie, Karpov introduisit sa première nouveauté dans la partie espagnole, mais Kortchnoï parvint à résoudre les problèmes posés. Il revint au score lors de la onzième partie, à la suite d'une erreur de Karpov. 
Le milieu du match, à la mi-août, fut dramatique. La treizième partie fut ajournée dans une position où Kortchnoï avait un pion de plus et choisit d'en gagner un deuxième. Le samedi 19 août, lors de 14e partie, Karpov introduisit une deuxième nouveauté dans la variante ouverte de la partie espagnole, sacrifia la qualité et atteignit l'ajournement avec une position favorable. Le dimanche 20 août, les joueurs reprirent les deux parties interrompues. Lors de la reprise de la treizième partie, Kortchnoï choisit la suite la plus tranchante pour l'emporter mais Karpov répondit par un coup que l'équipe du challenger n'avait pas prévu. Kortchnoï perdit du temps pour répondre et finit par perdre sa Dame lors du Zeitnot. Karpov remporta ensuite la reprise de la quatorzième partie de manière convaincante. 
Dans la nuit du lundi au mardi, il se produisit un tremblement de terre. Puis le typhon Elaine passa le mercredi sur Baguio, avant la seizième partie. 
La présence du docteur Zoukhar au premier rang au début de la 17e partie irrita Kortchnoï, qui perdit 15 minutes sur son temps à la pendule à mobiliser les officiels pour le faire reculer dans les travées. Il en résulta pour Kortchnoï une crise de temps qui le fit tomber dans un piège et il se fit mater par Karpov qui mena le match 4 victoires à 1.
Lors des 20e et 22e parties, Karpov manqua plusieurs occasions de conclure par précipitation et Kortchnoï revint dans le match en remportant la 21e partie. Après la 27e partie, Anatoli Karpov menait 5-2, les nulles ne comptant pas et la victoire revenant au premier vainqueur de 6 parties ; amaigri par les efforts fournis durant le match, il perdit alors trois parties sur quatre (la 28e, une espagnole ouverte, les 29e et 31e), toutes en finale, et Kortchnoï égalisa 5 à 5.
Karpov remporta la 32e partie et avec elle le titre (+6-5=21).

## Résultats
Le vainqueur est le premier à gagner six parties.
|                             | 1 | 2 | 3 | 4 | 5 | 6 | 7 | 8 | 9 | 10 | 11 | 12 | 13 | 14 | 15 | 16 | 17 | 18 | 19 | 20 | 21 | 22 | 23 | 24 | 25 | 26 | 27 | 28 | 29 | 30 | 31 | 32 | Victoires |
| --------------------------- | - | - | - | - | - | - | - | - | - | -- | -- | -- | -- | -- | -- | -- | -- | -- | -- | -- | -- | -- | -- | -- | -- | -- | -- | -- | -- | -- | -- | -- | --------- |
| Anatoli Karpov              | = | = | = | = | = | = | = | 1 | = | =  | 0  | =  | 1  | 1  | =  | =  | 1  | =  | =  | =  | 0  | =  | =  | =  | =  | =  | 1  | 0  | 0  | =  | 0  | 1  | 6         |
| (apatride) Viktor Kortchnoï | = | = | = | = | = | = | = | 0 | = | =  | 1  | =  | 0  | 0  | =  | =  | 0  | =  | =  | =  | 1  | =  | =  | =  | =  | =  | 0  | 1  | 1  | =  | 1  | 0  | 5         |

## Parties remarquables
|   | a | b | c | d | e | f | g | h |   |
| 8 | Pion noir sur case noire a7 · Cavalier noir sur case noire e7 · Pion noir sur case noire g7 · Pion noir sur case noire b6 · Cavalier noir sur case noire f6 · Fou blanc sur case blanche g6 · Pion noir sur case noire h6 · Roi noir sur case blanche d5 · Fou blanc sur case noire e5 · Pion blanc sur case blanche h5 · Pion blanc sur case noire b4 · Pion blanc sur case noire d4 · Roi blanc sur case noire h4 · Pion blanc sur case noire a3 · Pion blanc sur case blanche f3 · Dame blanche sur case blanche h3 · Dame noire sur case noire d2 | Pion noir sur case noire a7 · Cavalier noir sur case noire e7 · Pion noir sur case noire g7 · Pion noir sur case noire b6 · Cavalier noir sur case noire f6 · Fou blanc sur case blanche g6 · Pion noir sur case noire h6 · Roi noir sur case blanche d5 · Fou blanc sur case noire e5 · Pion blanc sur case blanche h5 · Pion blanc sur case noire b4 · Pion blanc sur case noire d4 · Roi blanc sur case noire h4 · Pion blanc sur case noire a3 · Pion blanc sur case blanche f3 · Dame blanche sur case blanche h3 · Dame noire sur case noire d2 | Pion noir sur case noire a7 · Cavalier noir sur case noire e7 · Pion noir sur case noire g7 · Pion noir sur case noire b6 · Cavalier noir sur case noire f6 · Fou blanc sur case blanche g6 · Pion noir sur case noire h6 · Roi noir sur case blanche d5 · Fou blanc sur case noire e5 · Pion blanc sur case blanche h5 · Pion blanc sur case noire b4 · Pion blanc sur case noire d4 · Roi blanc sur case noire h4 · Pion blanc sur case noire a3 · Pion blanc sur case blanche f3 · Dame blanche sur case blanche h3 · Dame noire sur case noire d2 | Pion noir sur case noire a7 · Cavalier noir sur case noire e7 · Pion noir sur case noire g7 · Pion noir sur case noire b6 · Cavalier noir sur case noire f6 · Fou blanc sur case blanche g6 · Pion noir sur case noire h6 · Roi noir sur case blanche d5 · Fou blanc sur case noire e5 · Pion blanc sur case blanche h5 · Pion blanc sur case noire b4 · Pion blanc sur case noire d4 · Roi blanc sur case noire h4 · Pion blanc sur case noire a3 · Pion blanc sur case blanche f3 · Dame blanche sur case blanche h3 · Dame noire sur case noire d2 | Pion noir sur case noire a7 · Cavalier noir sur case noire e7 · Pion noir sur case noire g7 · Pion noir sur case noire b6 · Cavalier noir sur case noire f6 · Fou blanc sur case blanche g6 · Pion noir sur case noire h6 · Roi noir sur case blanche d5 · Fou blanc sur case noire e5 · Pion blanc sur case blanche h5 · Pion blanc sur case noire b4 · Pion blanc sur case noire d4 · Roi blanc sur case noire h4 · Pion blanc sur case noire a3 · Pion blanc sur case blanche f3 · Dame blanche sur case blanche h3 · Dame noire sur case noire d2 | Pion noir sur case noire a7 · Cavalier noir sur case noire e7 · Pion noir sur case noire g7 · Pion noir sur case noire b6 · Cavalier noir sur case noire f6 · Fou blanc sur case blanche g6 · Pion noir sur case noire h6 · Roi noir sur case blanche d5 · Fou blanc sur case noire e5 · Pion blanc sur case blanche h5 · Pion blanc sur case noire b4 · Pion blanc sur case noire d4 · Roi blanc sur case noire h4 · Pion blanc sur case noire a3 · Pion blanc sur case blanche f3 · Dame blanche sur case blanche h3 · Dame noire sur case noire d2 | Pion noir sur case noire a7 · Cavalier noir sur case noire e7 · Pion noir sur case noire g7 · Pion noir sur case noire b6 · Cavalier noir sur case noire f6 · Fou blanc sur case blanche g6 · Pion noir sur case noire h6 · Roi noir sur case blanche d5 · Fou blanc sur case noire e5 · Pion blanc sur case blanche h5 · Pion blanc sur case noire b4 · Pion blanc sur case noire d4 · Roi blanc sur case noire h4 · Pion blanc sur case noire a3 · Pion blanc sur case blanche f3 · Dame blanche sur case blanche h3 · Dame noire sur case noire d2 | Pion noir sur case noire a7 · Cavalier noir sur case noire e7 · Pion noir sur case noire g7 · Pion noir sur case noire b6 · Cavalier noir sur case noire f6 · Fou blanc sur case blanche g6 · Pion noir sur case noire h6 · Roi noir sur case blanche d5 · Fou blanc sur case noire e5 · Pion blanc sur case blanche h5 · Pion blanc sur case noire b4 · Pion blanc sur case noire d4 · Roi blanc sur case noire h4 · Pion blanc sur case noire a3 · Pion blanc sur case blanche f3 · Dame blanche sur case blanche h3 · Dame noire sur case noire d2 | 8 |
| 7 | Pion noir sur case noire a7 · Cavalier noir sur case noire e7 · Pion noir sur case noire g7 · Pion noir sur case noire b6 · Cavalier noir sur case noire f6 · Fou blanc sur case blanche g6 · Pion noir sur case noire h6 · Roi noir sur case blanche d5 · Fou blanc sur case noire e5 · Pion blanc sur case blanche h5 · Pion blanc sur case noire b4 · Pion blanc sur case noire d4 · Roi blanc sur case noire h4 · Pion blanc sur case noire a3 · Pion blanc sur case blanche f3 · Dame blanche sur case blanche h3 · Dame noire sur case noire d2 | Pion noir sur case noire a7 · Cavalier noir sur case noire e7 · Pion noir sur case noire g7 · Pion noir sur case noire b6 · Cavalier noir sur case noire f6 · Fou blanc sur case blanche g6 · Pion noir sur case noire h6 · Roi noir sur case blanche d5 · Fou blanc sur case noire e5 · Pion blanc sur case blanche h5 · Pion blanc sur case noire b4 · Pion blanc sur case noire d4 · Roi blanc sur case noire h4 · Pion blanc sur case noire a3 · Pion blanc sur case blanche f3 · Dame blanche sur case blanche h3 · Dame noire sur case noire d2 | Pion noir sur case noire a7 · Cavalier noir sur case noire e7 · Pion noir sur case noire g7 · Pion noir sur case noire b6 · Cavalier noir sur case noire f6 · Fou blanc sur case blanche g6 · Pion noir sur case noire h6 · Roi noir sur case blanche d5 · Fou blanc sur case noire e5 · Pion blanc sur case blanche h5 · Pion blanc sur case noire b4 · Pion blanc sur case noire d4 · Roi blanc sur case noire h4 · Pion blanc sur case noire a3 · Pion blanc sur case blanche f3 · Dame blanche sur case blanche h3 · Dame noire sur case noire d2 | Pion noir sur case noire a7 · Cavalier noir sur case noire e7 · Pion noir sur case noire g7 · Pion noir sur case noire b6 · Cavalier noir sur case noire f6 · Fou blanc sur case blanche g6 · Pion noir sur case noire h6 · Roi noir sur case blanche d5 · Fou blanc sur case noire e5 · Pion blanc sur case blanche h5 · Pion blanc sur case noire b4 · Pion blanc sur case noire d4 · Roi blanc sur case noire h4 · Pion blanc sur case noire a3 · Pion blanc sur case blanche f3 · Dame blanche sur case blanche h3 · Dame noire sur case noire d2 | Pion noir sur case noire a7 · Cavalier noir sur case noire e7 · Pion noir sur case noire g7 · Pion noir sur case noire b6 · Cavalier noir sur case noire f6 · Fou blanc sur case blanche g6 · Pion noir sur case noire h6 · Roi noir sur case blanche d5 · Fou blanc sur case noire e5 · Pion blanc sur case blanche h5 · Pion blanc sur case noire b4 · Pion blanc sur case noire d4 · Roi blanc sur case noire h4 · Pion blanc sur case noire a3 · Pion blanc sur case blanche f3 · Dame blanche sur case blanche h3 · Dame noire sur case noire d2 | Pion noir sur case noire a7 · Cavalier noir sur case noire e7 · Pion noir sur case noire g7 · Pion noir sur case noire b6 · Cavalier noir sur case noire f6 · Fou blanc sur case blanche g6 · Pion noir sur case noire h6 · Roi noir sur case blanche d5 · Fou blanc sur case noire e5 · Pion blanc sur case blanche h5 · Pion blanc sur case noire b4 · Pion blanc sur case noire d4 · Roi blanc sur case noire h4 · Pion blanc sur case noire a3 · Pion blanc sur case blanche f3 · Dame blanche sur case blanche h3 · Dame noire sur case noire d2 | Pion noir sur case noire a7 · Cavalier noir sur case noire e7 · Pion noir sur case noire g7 · Pion noir sur case noire b6 · Cavalier noir sur case noire f6 · Fou blanc sur case blanche g6 · Pion noir sur case noire h6 · Roi noir sur case blanche d5 · Fou blanc sur case noire e5 · Pion blanc sur case blanche h5 · Pion blanc sur case noire b4 · Pion blanc sur case noire d4 · Roi blanc sur case noire h4 · Pion blanc sur case noire a3 · Pion blanc sur case blanche f3 · Dame blanche sur case blanche h3 · Dame noire sur case noire d2 | Pion noir sur case noire a7 · Cavalier noir sur case noire e7 · Pion noir sur case noire g7 · Pion noir sur case noire b6 · Cavalier noir sur case noire f6 · Fou blanc sur case blanche g6 · Pion noir sur case noire h6 · Roi noir sur case blanche d5 · Fou blanc sur case noire e5 · Pion blanc sur case blanche h5 · Pion blanc sur case noire b4 · Pion blanc sur case noire d4 · Roi blanc sur case noire h4 · Pion blanc sur case noire a3 · Pion blanc sur case blanche f3 · Dame blanche sur case blanche h3 · Dame noire sur case noire d2 | 7 |
| 6 | Pion noir sur case noire a7 · Cavalier noir sur case noire e7 · Pion noir sur case noire g7 · Pion noir sur case noire b6 · Cavalier noir sur case noire f6 · Fou blanc sur case blanche g6 · Pion noir sur case noire h6 · Roi noir sur case blanche d5 · Fou blanc sur case noire e5 · Pion blanc sur case blanche h5 · Pion blanc sur case noire b4 · Pion blanc sur case noire d4 · Roi blanc sur case noire h4 · Pion blanc sur case noire a3 · Pion blanc sur case blanche f3 · Dame blanche sur case blanche h3 · Dame noire sur case noire d2 | Pion noir sur case noire a7 · Cavalier noir sur case noire e7 · Pion noir sur case noire g7 · Pion noir sur case noire b6 · Cavalier noir sur case noire f6 · Fou blanc sur case blanche g6 · Pion noir sur case noire h6 · Roi noir sur case blanche d5 · Fou blanc sur case noire e5 · Pion blanc sur case blanche h5 · Pion blanc sur case noire b4 · Pion blanc sur case noire d4 · Roi blanc sur case noire h4 · Pion blanc sur case noire a3 · Pion blanc sur case blanche f3 · Dame blanche sur case blanche h3 · Dame noire sur case noire d2 | Pion noir sur case noire a7 · Cavalier noir sur case noire e7 · Pion noir sur case noire g7 · Pion noir sur case noire b6 · Cavalier noir sur case noire f6 · Fou blanc sur case blanche g6 · Pion noir sur case noire h6 · Roi noir sur case blanche d5 · Fou blanc sur case noire e5 · Pion blanc sur case blanche h5 · Pion blanc sur case noire b4 · Pion blanc sur case noire d4 · Roi blanc sur case noire h4 · Pion blanc sur case noire a3 · Pion blanc sur case blanche f3 · Dame blanche sur case blanche h3 · Dame noire sur case noire d2 | Pion noir sur case noire a7 · Cavalier noir sur case noire e7 · Pion noir sur case noire g7 · Pion noir sur case noire b6 · Cavalier noir sur case noire f6 · Fou blanc sur case blanche g6 · Pion noir sur case noire h6 · Roi noir sur case blanche d5 · Fou blanc sur case noire e5 · Pion blanc sur case blanche h5 · Pion blanc sur case noire b4 · Pion blanc sur case noire d4 · Roi blanc sur case noire h4 · Pion blanc sur case noire a3 · Pion blanc sur case blanche f3 · Dame blanche sur case blanche h3 · Dame noire sur case noire d2 | Pion noir sur case noire a7 · Cavalier noir sur case noire e7 · Pion noir sur case noire g7 · Pion noir sur case noire b6 · Cavalier noir sur case noire f6 · Fou blanc sur case blanche g6 · Pion noir sur case noire h6 · Roi noir sur case blanche d5 · Fou blanc sur case noire e5 · Pion blanc sur case blanche h5 · Pion blanc sur case noire b4 · Pion blanc sur case noire d4 · Roi blanc sur case noire h4 · Pion blanc sur case noire a3 · Pion blanc sur case blanche f3 · Dame blanche sur case blanche h3 · Dame noire sur case noire d2 | Pion noir sur case noire a7 · Cavalier noir sur case noire e7 · Pion noir sur case noire g7 · Pion noir sur case noire b6 · Cavalier noir sur case noire f6 · Fou blanc sur case blanche g6 · Pion noir sur case noire h6 · Roi noir sur case blanche d5 · Fou blanc sur case noire e5 · Pion blanc sur case blanche h5 · Pion blanc sur case noire b4 · Pion blanc sur case noire d4 · Roi blanc sur case noire h4 · Pion blanc sur case noire a3 · Pion blanc sur case blanche f3 · Dame blanche sur case blanche h3 · Dame noire sur case noire d2 | Pion noir sur case noire a7 · Cavalier noir sur case noire e7 · Pion noir sur case noire g7 · Pion noir sur case noire b6 · Cavalier noir sur case noire f6 · Fou blanc sur case blanche g6 · Pion noir sur case noire h6 · Roi noir sur case blanche d5 · Fou blanc sur case noire e5 · Pion blanc sur case blanche h5 · Pion blanc sur case noire b4 · Pion blanc sur case noire d4 · Roi blanc sur case noire h4 · Pion blanc sur case noire a3 · Pion blanc sur case blanche f3 · Dame blanche sur case blanche h3 · Dame noire sur case noire d2 | Pion noir sur case noire a7 · Cavalier noir sur case noire e7 · Pion noir sur case noire g7 · Pion noir sur case noire b6 · Cavalier noir sur case noire f6 · Fou blanc sur case blanche g6 · Pion noir sur case noire h6 · Roi noir sur case blanche d5 · Fou blanc sur case noire e5 · Pion blanc sur case blanche h5 · Pion blanc sur case noire b4 · Pion blanc sur case noire d4 · Roi blanc sur case noire h4 · Pion blanc sur case noire a3 · Pion blanc sur case blanche f3 · Dame blanche sur case blanche h3 · Dame noire sur case noire d2 | 6 |
| 5 | Pion noir sur case noire a7 · Cavalier noir sur case noire e7 · Pion noir sur case noire g7 · Pion noir sur case noire b6 · Cavalier noir sur case noire f6 · Fou blanc sur case blanche g6 · Pion noir sur case noire h6 · Roi noir sur case blanche d5 · Fou blanc sur case noire e5 · Pion blanc sur case blanche h5 · Pion blanc sur case noire b4 · Pion blanc sur case noire d4 · Roi blanc sur case noire h4 · Pion blanc sur case noire a3 · Pion blanc sur case blanche f3 · Dame blanche sur case blanche h3 · Dame noire sur case noire d2 | Pion noir sur case noire a7 · Cavalier noir sur case noire e7 · Pion noir sur case noire g7 · Pion noir sur case noire b6 · Cavalier noir sur case noire f6 · Fou blanc sur case blanche g6 · Pion noir sur case noire h6 · Roi noir sur case blanche d5 · Fou blanc sur case noire e5 · Pion blanc sur case blanche h5 · Pion blanc sur case noire b4 · Pion blanc sur case noire d4 · Roi blanc sur case noire h4 · Pion blanc sur case noire a3 · Pion blanc sur case blanche f3 · Dame blanche sur case blanche h3 · Dame noire sur case noire d2 | Pion noir sur case noire a7 · Cavalier noir sur case noire e7 · Pion noir sur case noire g7 · Pion noir sur case noire b6 · Cavalier noir sur case noire f6 · Fou blanc sur case blanche g6 · Pion noir sur case noire h6 · Roi noir sur case blanche d5 · Fou blanc sur case noire e5 · Pion blanc sur case blanche h5 · Pion blanc sur case noire b4 · Pion blanc sur case noire d4 · Roi blanc sur case noire h4 · Pion blanc sur case noire a3 · Pion blanc sur case blanche f3 · Dame blanche sur case blanche h3 · Dame noire sur case noire d2 | Pion noir sur case noire a7 · Cavalier noir sur case noire e7 · Pion noir sur case noire g7 · Pion noir sur case noire b6 · Cavalier noir sur case noire f6 · Fou blanc sur case blanche g6 · Pion noir sur case noire h6 · Roi noir sur case blanche d5 · Fou blanc sur case noire e5 · Pion blanc sur case blanche h5 · Pion blanc sur case noire b4 · Pion blanc sur case noire d4 · Roi blanc sur case noire h4 · Pion blanc sur case noire a3 · Pion blanc sur case blanche f3 · Dame blanche sur case blanche h3 · Dame noire sur case noire d2 | Pion noir sur case noire a7 · Cavalier noir sur case noire e7 · Pion noir sur case noire g7 · Pion noir sur case noire b6 · Cavalier noir sur case noire f6 · Fou blanc sur case blanche g6 · Pion noir sur case noire h6 · Roi noir sur case blanche d5 · Fou blanc sur case noire e5 · Pion blanc sur case blanche h5 · Pion blanc sur case noire b4 · Pion blanc sur case noire d4 · Roi blanc sur case noire h4 · Pion blanc sur case noire a3 · Pion blanc sur case blanche f3 · Dame blanche sur case blanche h3 · Dame noire sur case noire d2 | Pion noir sur case noire a7 · Cavalier noir sur case noire e7 · Pion noir sur case noire g7 · Pion noir sur case noire b6 · Cavalier noir sur case noire f6 · Fou blanc sur case blanche g6 · Pion noir sur case noire h6 · Roi noir sur case blanche d5 · Fou blanc sur case noire e5 · Pion blanc sur case blanche h5 · Pion blanc sur case noire b4 · Pion blanc sur case noire d4 · Roi blanc sur case noire h4 · Pion blanc sur case noire a3 · Pion blanc sur case blanche f3 · Dame blanche sur case blanche h3 · Dame noire sur case noire d2 | Pion noir sur case noire a7 · Cavalier noir sur case noire e7 · Pion noir sur case noire g7 · Pion noir sur case noire b6 · Cavalier noir sur case noire f6 · Fou blanc sur case blanche g6 · Pion noir sur case noire h6 · Roi noir sur case blanche d5 · Fou blanc sur case noire e5 · Pion blanc sur case blanche h5 · Pion blanc sur case noire b4 · Pion blanc sur case noire d4 · Roi blanc sur case noire h4 · Pion blanc sur case noire a3 · Pion blanc sur case blanche f3 · Dame blanche sur case blanche h3 · Dame noire sur case noire d2 | Pion noir sur case noire a7 · Cavalier noir sur case noire e7 · Pion noir sur case noire g7 · Pion noir sur case noire b6 · Cavalier noir sur case noire f6 · Fou blanc sur case blanche g6 · Pion noir sur case noire h6 · Roi noir sur case blanche d5 · Fou blanc sur case noire e5 · Pion blanc sur case blanche h5 · Pion blanc sur case noire b4 · Pion blanc sur case noire d4 · Roi blanc sur case noire h4 · Pion blanc sur case noire a3 · Pion blanc sur case blanche f3 · Dame blanche sur case blanche h3 · Dame noire sur case noire d2 | 5 |
| 4 | Pion noir sur case noire a7 · Cavalier noir sur case noire e7 · Pion noir sur case noire g7 · Pion noir sur case noire b6 · Cavalier noir sur case noire f6 · Fou blanc sur case blanche g6 · Pion noir sur case noire h6 · Roi noir sur case blanche d5 · Fou blanc sur case noire e5 · Pion blanc sur case blanche h5 · Pion blanc sur case noire b4 · Pion blanc sur case noire d4 · Roi blanc sur case noire h4 · Pion blanc sur case noire a3 · Pion blanc sur case blanche f3 · Dame blanche sur case blanche h3 · Dame noire sur case noire d2 | Pion noir sur case noire a7 · Cavalier noir sur case noire e7 · Pion noir sur case noire g7 · Pion noir sur case noire b6 · Cavalier noir sur case noire f6 · Fou blanc sur case blanche g6 · Pion noir sur case noire h6 · Roi noir sur case blanche d5 · Fou blanc sur case noire e5 · Pion blanc sur case blanche h5 · Pion blanc sur case noire b4 · Pion blanc sur case noire d4 · Roi blanc sur case noire h4 · Pion blanc sur case noire a3 · Pion blanc sur case blanche f3 · Dame blanche sur case blanche h3 · Dame noire sur case noire d2 | Pion noir sur case noire a7 · Cavalier noir sur case noire e7 · Pion noir sur case noire g7 · Pion noir sur case noire b6 · Cavalier noir sur case noire f6 · Fou blanc sur case blanche g6 · Pion noir sur case noire h6 · Roi noir sur case blanche d5 · Fou blanc sur case noire e5 · Pion blanc sur case blanche h5 · Pion blanc sur case noire b4 · Pion blanc sur case noire d4 · Roi blanc sur case noire h4 · Pion blanc sur case noire a3 · Pion blanc sur case blanche f3 · Dame blanche sur case blanche h3 · Dame noire sur case noire d2 | Pion noir sur case noire a7 · Cavalier noir sur case noire e7 · Pion noir sur case noire g7 · Pion noir sur case noire b6 · Cavalier noir sur case noire f6 · Fou blanc sur case blanche g6 · Pion noir sur case noire h6 · Roi noir sur case blanche d5 · Fou blanc sur case noire e5 · Pion blanc sur case blanche h5 · Pion blanc sur case noire b4 · Pion blanc sur case noire d4 · Roi blanc sur case noire h4 · Pion blanc sur case noire a3 · Pion blanc sur case blanche f3 · Dame blanche sur case blanche h3 · Dame noire sur case noire d2 | Pion noir sur case noire a7 · Cavalier noir sur case noire e7 · Pion noir sur case noire g7 · Pion noir sur case noire b6 · Cavalier noir sur case noire f6 · Fou blanc sur case blanche g6 · Pion noir sur case noire h6 · Roi noir sur case blanche d5 · Fou blanc sur case noire e5 · Pion blanc sur case blanche h5 · Pion blanc sur case noire b4 · Pion blanc sur case noire d4 · Roi blanc sur case noire h4 · Pion blanc sur case noire a3 · Pion blanc sur case blanche f3 · Dame blanche sur case blanche h3 · Dame noire sur case noire d2 | Pion noir sur case noire a7 · Cavalier noir sur case noire e7 · Pion noir sur case noire g7 · Pion noir sur case noire b6 · Cavalier noir sur case noire f6 · Fou blanc sur case blanche g6 · Pion noir sur case noire h6 · Roi noir sur case blanche d5 · Fou blanc sur case noire e5 · Pion blanc sur case blanche h5 · Pion blanc sur case noire b4 · Pion blanc sur case noire d4 · Roi blanc sur case noire h4 · Pion blanc sur case noire a3 · Pion blanc sur case blanche f3 · Dame blanche sur case blanche h3 · Dame noire sur case noire d2 | Pion noir sur case noire a7 · Cavalier noir sur case noire e7 · Pion noir sur case noire g7 · Pion noir sur case noire b6 · Cavalier noir sur case noire f6 · Fou blanc sur case blanche g6 · Pion noir sur case noire h6 · Roi noir sur case blanche d5 · Fou blanc sur case noire e5 · Pion blanc sur case blanche h5 · Pion blanc sur case noire b4 · Pion blanc sur case noire d4 · Roi blanc sur case noire h4 · Pion blanc sur case noire a3 · Pion blanc sur case blanche f3 · Dame blanche sur case blanche h3 · Dame noire sur case noire d2 | Pion noir sur case noire a7 · Cavalier noir sur case noire e7 · Pion noir sur case noire g7 · Pion noir sur case noire b6 · Cavalier noir sur case noire f6 · Fou blanc sur case blanche g6 · Pion noir sur case noire h6 · Roi noir sur case blanche d5 · Fou blanc sur case noire e5 · Pion blanc sur case blanche h5 · Pion blanc sur case noire b4 · Pion blanc sur case noire d4 · Roi blanc sur case noire h4 · Pion blanc sur case noire a3 · Pion blanc sur case blanche f3 · Dame blanche sur case blanche h3 · Dame noire sur case noire d2 | 4 |
| 3 | Pion noir sur case noire a7 · Cavalier noir sur case noire e7 · Pion noir sur case noire g7 · Pion noir sur case noire b6 · Cavalier noir sur case noire f6 · Fou blanc sur case blanche g6 · Pion noir sur case noire h6 · Roi noir sur case blanche d5 · Fou blanc sur case noire e5 · Pion blanc sur case blanche h5 · Pion blanc sur case noire b4 · Pion blanc sur case noire d4 · Roi blanc sur case noire h4 · Pion blanc sur case noire a3 · Pion blanc sur case blanche f3 · Dame blanche sur case blanche h3 · Dame noire sur case noire d2 | Pion noir sur case noire a7 · Cavalier noir sur case noire e7 · Pion noir sur case noire g7 · Pion noir sur case noire b6 · Cavalier noir sur case noire f6 · Fou blanc sur case blanche g6 · Pion noir sur case noire h6 · Roi noir sur case blanche d5 · Fou blanc sur case noire e5 · Pion blanc sur case blanche h5 · Pion blanc sur case noire b4 · Pion blanc sur case noire d4 · Roi blanc sur case noire h4 · Pion blanc sur case noire a3 · Pion blanc sur case blanche f3 · Dame blanche sur case blanche h3 · Dame noire sur case noire d2 | Pion noir sur case noire a7 · Cavalier noir sur case noire e7 · Pion noir sur case noire g7 · Pion noir sur case noire b6 · Cavalier noir sur case noire f6 · Fou blanc sur case blanche g6 · Pion noir sur case noire h6 · Roi noir sur case blanche d5 · Fou blanc sur case noire e5 · Pion blanc sur case blanche h5 · Pion blanc sur case noire b4 · Pion blanc sur case noire d4 · Roi blanc sur case noire h4 · Pion blanc sur case noire a3 · Pion blanc sur case blanche f3 · Dame blanche sur case blanche h3 · Dame noire sur case noire d2 | Pion noir sur case noire a7 · Cavalier noir sur case noire e7 · Pion noir sur case noire g7 · Pion noir sur case noire b6 · Cavalier noir sur case noire f6 · Fou blanc sur case blanche g6 · Pion noir sur case noire h6 · Roi noir sur case blanche d5 · Fou blanc sur case noire e5 · Pion blanc sur case blanche h5 · Pion blanc sur case noire b4 · Pion blanc sur case noire d4 · Roi blanc sur case noire h4 · Pion blanc sur case noire a3 · Pion blanc sur case blanche f3 · Dame blanche sur case blanche h3 · Dame noire sur case noire d2 | Pion noir sur case noire a7 · Cavalier noir sur case noire e7 · Pion noir sur case noire g7 · Pion noir sur case noire b6 · Cavalier noir sur case noire f6 · Fou blanc sur case blanche g6 · Pion noir sur case noire h6 · Roi noir sur case blanche d5 · Fou blanc sur case noire e5 · Pion blanc sur case blanche h5 · Pion blanc sur case noire b4 · Pion blanc sur case noire d4 · Roi blanc sur case noire h4 · Pion blanc sur case noire a3 · Pion blanc sur case blanche f3 · Dame blanche sur case blanche h3 · Dame noire sur case noire d2 | Pion noir sur case noire a7 · Cavalier noir sur case noire e7 · Pion noir sur case noire g7 · Pion noir sur case noire b6 · Cavalier noir sur case noire f6 · Fou blanc sur case blanche g6 · Pion noir sur case noire h6 · Roi noir sur case blanche d5 · Fou blanc sur case noire e5 · Pion blanc sur case blanche h5 · Pion blanc sur case noire b4 · Pion blanc sur case noire d4 · Roi blanc sur case noire h4 · Pion blanc sur case noire a3 · Pion blanc sur case blanche f3 · Dame blanche sur case blanche h3 · Dame noire sur case noire d2 | Pion noir sur case noire a7 · Cavalier noir sur case noire e7 · Pion noir sur case noire g7 · Pion noir sur case noire b6 · Cavalier noir sur case noire f6 · Fou blanc sur case blanche g6 · Pion noir sur case noire h6 · Roi noir sur case blanche d5 · Fou blanc sur case noire e5 · Pion blanc sur case blanche h5 · Pion blanc sur case noire b4 · Pion blanc sur case noire d4 · Roi blanc sur case noire h4 · Pion blanc sur case noire a3 · Pion blanc sur case blanche f3 · Dame blanche sur case blanche h3 · Dame noire sur case noire d2 | Pion noir sur case noire a7 · Cavalier noir sur case noire e7 · Pion noir sur case noire g7 · Pion noir sur case noire b6 · Cavalier noir sur case noire f6 · Fou blanc sur case blanche g6 · Pion noir sur case noire h6 · Roi noir sur case blanche d5 · Fou blanc sur case noire e5 · Pion blanc sur case blanche h5 · Pion blanc sur case noire b4 · Pion blanc sur case noire d4 · Roi blanc sur case noire h4 · Pion blanc sur case noire a3 · Pion blanc sur case blanche f3 · Dame blanche sur case blanche h3 · Dame noire sur case noire d2 | 3 |
| 2 | Pion noir sur case noire a7 · Cavalier noir sur case noire e7 · Pion noir sur case noire g7 · Pion noir sur case noire b6 · Cavalier noir sur case noire f6 · Fou blanc sur case blanche g6 · Pion noir sur case noire h6 · Roi noir sur case blanche d5 · Fou blanc sur case noire e5 · Pion blanc sur case blanche h5 · Pion blanc sur case noire b4 · Pion blanc sur case noire d4 · Roi blanc sur case noire h4 · Pion blanc sur case noire a3 · Pion blanc sur case blanche f3 · Dame blanche sur case blanche h3 · Dame noire sur case noire d2 | Pion noir sur case noire a7 · Cavalier noir sur case noire e7 · Pion noir sur case noire g7 · Pion noir sur case noire b6 · Cavalier noir sur case noire f6 · Fou blanc sur case blanche g6 · Pion noir sur case noire h6 · Roi noir sur case blanche d5 · Fou blanc sur case noire e5 · Pion blanc sur case blanche h5 · Pion blanc sur case noire b4 · Pion blanc sur case noire d4 · Roi blanc sur case noire h4 · Pion blanc sur case noire a3 · Pion blanc sur case blanche f3 · Dame blanche sur case blanche h3 · Dame noire sur case noire d2 | Pion noir sur case noire a7 · Cavalier noir sur case noire e7 · Pion noir sur case noire g7 · Pion noir sur case noire b6 · Cavalier noir sur case noire f6 · Fou blanc sur case blanche g6 · Pion noir sur case noire h6 · Roi noir sur case blanche d5 · Fou blanc sur case noire e5 · Pion blanc sur case blanche h5 · Pion blanc sur case noire b4 · Pion blanc sur case noire d4 · Roi blanc sur case noire h4 · Pion blanc sur case noire a3 · Pion blanc sur case blanche f3 · Dame blanche sur case blanche h3 · Dame noire sur case noire d2 | Pion noir sur case noire a7 · Cavalier noir sur case noire e7 · Pion noir sur case noire g7 · Pion noir sur case noire b6 · Cavalier noir sur case noire f6 · Fou blanc sur case blanche g6 · Pion noir sur case noire h6 · Roi noir sur case blanche d5 · Fou blanc sur case noire e5 · Pion blanc sur case blanche h5 · Pion blanc sur case noire b4 · Pion blanc sur case noire d4 · Roi blanc sur case noire h4 · Pion blanc sur case noire a3 · Pion blanc sur case blanche f3 · Dame blanche sur case blanche h3 · Dame noire sur case noire d2 | Pion noir sur case noire a7 · Cavalier noir sur case noire e7 · Pion noir sur case noire g7 · Pion noir sur case noire b6 · Cavalier noir sur case noire f6 · Fou blanc sur case blanche g6 · Pion noir sur case noire h6 · Roi noir sur case blanche d5 · Fou blanc sur case noire e5 · Pion blanc sur case blanche h5 · Pion blanc sur case noire b4 · Pion blanc sur case noire d4 · Roi blanc sur case noire h4 · Pion blanc sur case noire a3 · Pion blanc sur case blanche f3 · Dame blanche sur case blanche h3 · Dame noire sur case noire d2 | Pion noir sur case noire a7 · Cavalier noir sur case noire e7 · Pion noir sur case noire g7 · Pion noir sur case noire b6 · Cavalier noir sur case noire f6 · Fou blanc sur case blanche g6 · Pion noir sur case noire h6 · Roi noir sur case blanche d5 · Fou blanc sur case noire e5 · Pion blanc sur case blanche h5 · Pion blanc sur case noire b4 · Pion blanc sur case noire d4 · Roi blanc sur case noire h4 · Pion blanc sur case noire a3 · Pion blanc sur case blanche f3 · Dame blanche sur case blanche h3 · Dame noire sur case noire d2 | Pion noir sur case noire a7 · Cavalier noir sur case noire e7 · Pion noir sur case noire g7 · Pion noir sur case noire b6 · Cavalier noir sur case noire f6 · Fou blanc sur case blanche g6 · Pion noir sur case noire h6 · Roi noir sur case blanche d5 · Fou blanc sur case noire e5 · Pion blanc sur case blanche h5 · Pion blanc sur case noire b4 · Pion blanc sur case noire d4 · Roi blanc sur case noire h4 · Pion blanc sur case noire a3 · Pion blanc sur case blanche f3 · Dame blanche sur case blanche h3 · Dame noire sur case noire d2 | Pion noir sur case noire a7 · Cavalier noir sur case noire e7 · Pion noir sur case noire g7 · Pion noir sur case noire b6 · Cavalier noir sur case noire f6 · Fou blanc sur case blanche g6 · Pion noir sur case noire h6 · Roi noir sur case blanche d5 · Fou blanc sur case noire e5 · Pion blanc sur case blanche h5 · Pion blanc sur case noire b4 · Pion blanc sur case noire d4 · Roi blanc sur case noire h4 · Pion blanc sur case noire a3 · Pion blanc sur case blanche f3 · Dame blanche sur case blanche h3 · Dame noire sur case noire d2 | 2 |
| 1 | Pion noir sur case noire a7 · Cavalier noir sur case noire e7 · Pion noir sur case noire g7 · Pion noir sur case noire b6 · Cavalier noir sur case noire f6 · Fou blanc sur case blanche g6 · Pion noir sur case noire h6 · Roi noir sur case blanche d5 · Fou blanc sur case noire e5 · Pion blanc sur case blanche h5 · Pion blanc sur case noire b4 · Pion blanc sur case noire d4 · Roi blanc sur case noire h4 · Pion blanc sur case noire a3 · Pion blanc sur case blanche f3 · Dame blanche sur case blanche h3 · Dame noire sur case noire d2 | Pion noir sur case noire a7 · Cavalier noir sur case noire e7 · Pion noir sur case noire g7 · Pion noir sur case noire b6 · Cavalier noir sur case noire f6 · Fou blanc sur case blanche g6 · Pion noir sur case noire h6 · Roi noir sur case blanche d5 · Fou blanc sur case noire e5 · Pion blanc sur case blanche h5 · Pion blanc sur case noire b4 · Pion blanc sur case noire d4 · Roi blanc sur case noire h4 · Pion blanc sur case noire a3 · Pion blanc sur case blanche f3 · Dame blanche sur case blanche h3 · Dame noire sur case noire d2 | Pion noir sur case noire a7 · Cavalier noir sur case noire e7 · Pion noir sur case noire g7 · Pion noir sur case noire b6 · Cavalier noir sur case noire f6 · Fou blanc sur case blanche g6 · Pion noir sur case noire h6 · Roi noir sur case blanche d5 · Fou blanc sur case noire e5 · Pion blanc sur case blanche h5 · Pion blanc sur case noire b4 · Pion blanc sur case noire d4 · Roi blanc sur case noire h4 · Pion blanc sur case noire a3 · Pion blanc sur case blanche f3 · Dame blanche sur case blanche h3 · Dame noire sur case noire d2 | Pion noir sur case noire a7 · Cavalier noir sur case noire e7 · Pion noir sur case noire g7 · Pion noir sur case noire b6 · Cavalier noir sur case noire f6 · Fou blanc sur case blanche g6 · Pion noir sur case noire h6 · Roi noir sur case blanche d5 · Fou blanc sur case noire e5 · Pion blanc sur case blanche h5 · Pion blanc sur case noire b4 · Pion blanc sur case noire d4 · Roi blanc sur case noire h4 · Pion blanc sur case noire a3 · Pion blanc sur case blanche f3 · Dame blanche sur case blanche h3 · Dame noire sur case noire d2 | Pion noir sur case noire a7 · Cavalier noir sur case noire e7 · Pion noir sur case noire g7 · Pion noir sur case noire b6 · Cavalier noir sur case noire f6 · Fou blanc sur case blanche g6 · Pion noir sur case noire h6 · Roi noir sur case blanche d5 · Fou blanc sur case noire e5 · Pion blanc sur case blanche h5 · Pion blanc sur case noire b4 · Pion blanc sur case noire d4 · Roi blanc sur case noire h4 · Pion blanc sur case noire a3 · Pion blanc sur case blanche f3 · Dame blanche sur case blanche h3 · Dame noire sur case noire d2 | Pion noir sur case noire a7 · Cavalier noir sur case noire e7 · Pion noir sur case noire g7 · Pion noir sur case noire b6 · Cavalier noir sur case noire f6 · Fou blanc sur case blanche g6 · Pion noir sur case noire h6 · Roi noir sur case blanche d5 · Fou blanc sur case noire e5 · Pion blanc sur case blanche h5 · Pion blanc sur case noire b4 · Pion blanc sur case noire d4 · Roi blanc sur case noire h4 · Pion blanc sur case noire a3 · Pion blanc sur case blanche f3 · Dame blanche sur case blanche h3 · Dame noire sur case noire d2 | Pion noir sur case noire a7 · Cavalier noir sur case noire e7 · Pion noir sur case noire g7 · Pion noir sur case noire b6 · Cavalier noir sur case noire f6 · Fou blanc sur case blanche g6 · Pion noir sur case noire h6 · Roi noir sur case blanche d5 · Fou blanc sur case noire e5 · Pion blanc sur case blanche h5 · Pion blanc sur case noire b4 · Pion blanc sur case noire d4 · Roi blanc sur case noire h4 · Pion blanc sur case noire a3 · Pion blanc sur case blanche f3 · Dame blanche sur case blanche h3 · Dame noire sur case noire d2 | Pion noir sur case noire a7 · Cavalier noir sur case noire e7 · Pion noir sur case noire g7 · Pion noir sur case noire b6 · Cavalier noir sur case noire f6 · Fou blanc sur case blanche g6 · Pion noir sur case noire h6 · Roi noir sur case blanche d5 · Fou blanc sur case noire e5 · Pion blanc sur case blanche h5 · Pion blanc sur case noire b4 · Pion blanc sur case noire d4 · Roi blanc sur case noire h4 · Pion blanc sur case noire a3 · Pion blanc sur case blanche f3 · Dame blanche sur case blanche h3 · Dame noire sur case noire d2 | 1 |
|   | a | b | c | d | e | f | g | h |   |

|   | a | b | c | d | e | f | g | h |   |
| 8 | Tour noire sur case blanche e8 · Roi noir sur case noire f8 · Pion noir sur case noire c7 · Pion noir sur case blanche f7 · Tour noire sur case noire g7 · Pion noir sur case blanche h7 · Pion noir sur case blanche a6 · Dame noire sur case noire b6 · Fou noir sur case blanche e6 · Cavalier blanc sur case noire h6 · Pion noir sur case blanche b5 · Pion blanc sur case noire c3 · Tour blanche sur case blanche d3 · Dame blanche sur case blanche f3 · Pion blanc sur case blanche a2 · Pion blanc sur case noire b2 · Pion blanc sur case blanche g2 · Pion blanc sur case noire h2 · Tour blanche sur case blanche f1 · Roi blanc sur case blanche h1 | Tour noire sur case blanche e8 · Roi noir sur case noire f8 · Pion noir sur case noire c7 · Pion noir sur case blanche f7 · Tour noire sur case noire g7 · Pion noir sur case blanche h7 · Pion noir sur case blanche a6 · Dame noire sur case noire b6 · Fou noir sur case blanche e6 · Cavalier blanc sur case noire h6 · Pion noir sur case blanche b5 · Pion blanc sur case noire c3 · Tour blanche sur case blanche d3 · Dame blanche sur case blanche f3 · Pion blanc sur case blanche a2 · Pion blanc sur case noire b2 · Pion blanc sur case blanche g2 · Pion blanc sur case noire h2 · Tour blanche sur case blanche f1 · Roi blanc sur case blanche h1 | Tour noire sur case blanche e8 · Roi noir sur case noire f8 · Pion noir sur case noire c7 · Pion noir sur case blanche f7 · Tour noire sur case noire g7 · Pion noir sur case blanche h7 · Pion noir sur case blanche a6 · Dame noire sur case noire b6 · Fou noir sur case blanche e6 · Cavalier blanc sur case noire h6 · Pion noir sur case blanche b5 · Pion blanc sur case noire c3 · Tour blanche sur case blanche d3 · Dame blanche sur case blanche f3 · Pion blanc sur case blanche a2 · Pion blanc sur case noire b2 · Pion blanc sur case blanche g2 · Pion blanc sur case noire h2 · Tour blanche sur case blanche f1 · Roi blanc sur case blanche h1 | Tour noire sur case blanche e8 · Roi noir sur case noire f8 · Pion noir sur case noire c7 · Pion noir sur case blanche f7 · Tour noire sur case noire g7 · Pion noir sur case blanche h7 · Pion noir sur case blanche a6 · Dame noire sur case noire b6 · Fou noir sur case blanche e6 · Cavalier blanc sur case noire h6 · Pion noir sur case blanche b5 · Pion blanc sur case noire c3 · Tour blanche sur case blanche d3 · Dame blanche sur case blanche f3 · Pion blanc sur case blanche a2 · Pion blanc sur case noire b2 · Pion blanc sur case blanche g2 · Pion blanc sur case noire h2 · Tour blanche sur case blanche f1 · Roi blanc sur case blanche h1 | Tour noire sur case blanche e8 · Roi noir sur case noire f8 · Pion noir sur case noire c7 · Pion noir sur case blanche f7 · Tour noire sur case noire g7 · Pion noir sur case blanche h7 · Pion noir sur case blanche a6 · Dame noire sur case noire b6 · Fou noir sur case blanche e6 · Cavalier blanc sur case noire h6 · Pion noir sur case blanche b5 · Pion blanc sur case noire c3 · Tour blanche sur case blanche d3 · Dame blanche sur case blanche f3 · Pion blanc sur case blanche a2 · Pion blanc sur case noire b2 · Pion blanc sur case blanche g2 · Pion blanc sur case noire h2 · Tour blanche sur case blanche f1 · Roi blanc sur case blanche h1 | Tour noire sur case blanche e8 · Roi noir sur case noire f8 · Pion noir sur case noire c7 · Pion noir sur case blanche f7 · Tour noire sur case noire g7 · Pion noir sur case blanche h7 · Pion noir sur case blanche a6 · Dame noire sur case noire b6 · Fou noir sur case blanche e6 · Cavalier blanc sur case noire h6 · Pion noir sur case blanche b5 · Pion blanc sur case noire c3 · Tour blanche sur case blanche d3 · Dame blanche sur case blanche f3 · Pion blanc sur case blanche a2 · Pion blanc sur case noire b2 · Pion blanc sur case blanche g2 · Pion blanc sur case noire h2 · Tour blanche sur case blanche f1 · Roi blanc sur case blanche h1 | Tour noire sur case blanche e8 · Roi noir sur case noire f8 · Pion noir sur case noire c7 · Pion noir sur case blanche f7 · Tour noire sur case noire g7 · Pion noir sur case blanche h7 · Pion noir sur case blanche a6 · Dame noire sur case noire b6 · Fou noir sur case blanche e6 · Cavalier blanc sur case noire h6 · Pion noir sur case blanche b5 · Pion blanc sur case noire c3 · Tour blanche sur case blanche d3 · Dame blanche sur case blanche f3 · Pion blanc sur case blanche a2 · Pion blanc sur case noire b2 · Pion blanc sur case blanche g2 · Pion blanc sur case noire h2 · Tour blanche sur case blanche f1 · Roi blanc sur case blanche h1 | Tour noire sur case blanche e8 · Roi noir sur case noire f8 · Pion noir sur case noire c7 · Pion noir sur case blanche f7 · Tour noire sur case noire g7 · Pion noir sur case blanche h7 · Pion noir sur case blanche a6 · Dame noire sur case noire b6 · Fou noir sur case blanche e6 · Cavalier blanc sur case noire h6 · Pion noir sur case blanche b5 · Pion blanc sur case noire c3 · Tour blanche sur case blanche d3 · Dame blanche sur case blanche f3 · Pion blanc sur case blanche a2 · Pion blanc sur case noire b2 · Pion blanc sur case blanche g2 · Pion blanc sur case noire h2 · Tour blanche sur case blanche f1 · Roi blanc sur case blanche h1 | 8 |
| 7 | Tour noire sur case blanche e8 · Roi noir sur case noire f8 · Pion noir sur case noire c7 · Pion noir sur case blanche f7 · Tour noire sur case noire g7 · Pion noir sur case blanche h7 · Pion noir sur case blanche a6 · Dame noire sur case noire b6 · Fou noir sur case blanche e6 · Cavalier blanc sur case noire h6 · Pion noir sur case blanche b5 · Pion blanc sur case noire c3 · Tour blanche sur case blanche d3 · Dame blanche sur case blanche f3 · Pion blanc sur case blanche a2 · Pion blanc sur case noire b2 · Pion blanc sur case blanche g2 · Pion blanc sur case noire h2 · Tour blanche sur case blanche f1 · Roi blanc sur case blanche h1 | Tour noire sur case blanche e8 · Roi noir sur case noire f8 · Pion noir sur case noire c7 · Pion noir sur case blanche f7 · Tour noire sur case noire g7 · Pion noir sur case blanche h7 · Pion noir sur case blanche a6 · Dame noire sur case noire b6 · Fou noir sur case blanche e6 · Cavalier blanc sur case noire h6 · Pion noir sur case blanche b5 · Pion blanc sur case noire c3 · Tour blanche sur case blanche d3 · Dame blanche sur case blanche f3 · Pion blanc sur case blanche a2 · Pion blanc sur case noire b2 · Pion blanc sur case blanche g2 · Pion blanc sur case noire h2 · Tour blanche sur case blanche f1 · Roi blanc sur case blanche h1 | Tour noire sur case blanche e8 · Roi noir sur case noire f8 · Pion noir sur case noire c7 · Pion noir sur case blanche f7 · Tour noire sur case noire g7 · Pion noir sur case blanche h7 · Pion noir sur case blanche a6 · Dame noire sur case noire b6 · Fou noir sur case blanche e6 · Cavalier blanc sur case noire h6 · Pion noir sur case blanche b5 · Pion blanc sur case noire c3 · Tour blanche sur case blanche d3 · Dame blanche sur case blanche f3 · Pion blanc sur case blanche a2 · Pion blanc sur case noire b2 · Pion blanc sur case blanche g2 · Pion blanc sur case noire h2 · Tour blanche sur case blanche f1 · Roi blanc sur case blanche h1 | Tour noire sur case blanche e8 · Roi noir sur case noire f8 · Pion noir sur case noire c7 · Pion noir sur case blanche f7 · Tour noire sur case noire g7 · Pion noir sur case blanche h7 · Pion noir sur case blanche a6 · Dame noire sur case noire b6 · Fou noir sur case blanche e6 · Cavalier blanc sur case noire h6 · Pion noir sur case blanche b5 · Pion blanc sur case noire c3 · Tour blanche sur case blanche d3 · Dame blanche sur case blanche f3 · Pion blanc sur case blanche a2 · Pion blanc sur case noire b2 · Pion blanc sur case blanche g2 · Pion blanc sur case noire h2 · Tour blanche sur case blanche f1 · Roi blanc sur case blanche h1 | Tour noire sur case blanche e8 · Roi noir sur case noire f8 · Pion noir sur case noire c7 · Pion noir sur case blanche f7 · Tour noire sur case noire g7 · Pion noir sur case blanche h7 · Pion noir sur case blanche a6 · Dame noire sur case noire b6 · Fou noir sur case blanche e6 · Cavalier blanc sur case noire h6 · Pion noir sur case blanche b5 · Pion blanc sur case noire c3 · Tour blanche sur case blanche d3 · Dame blanche sur case blanche f3 · Pion blanc sur case blanche a2 · Pion blanc sur case noire b2 · Pion blanc sur case blanche g2 · Pion blanc sur case noire h2 · Tour blanche sur case blanche f1 · Roi blanc sur case blanche h1 | Tour noire sur case blanche e8 · Roi noir sur case noire f8 · Pion noir sur case noire c7 · Pion noir sur case blanche f7 · Tour noire sur case noire g7 · Pion noir sur case blanche h7 · Pion noir sur case blanche a6 · Dame noire sur case noire b6 · Fou noir sur case blanche e6 · Cavalier blanc sur case noire h6 · Pion noir sur case blanche b5 · Pion blanc sur case noire c3 · Tour blanche sur case blanche d3 · Dame blanche sur case blanche f3 · Pion blanc sur case blanche a2 · Pion blanc sur case noire b2 · Pion blanc sur case blanche g2 · Pion blanc sur case noire h2 · Tour blanche sur case blanche f1 · Roi blanc sur case blanche h1 | Tour noire sur case blanche e8 · Roi noir sur case noire f8 · Pion noir sur case noire c7 · Pion noir sur case blanche f7 · Tour noire sur case noire g7 · Pion noir sur case blanche h7 · Pion noir sur case blanche a6 · Dame noire sur case noire b6 · Fou noir sur case blanche e6 · Cavalier blanc sur case noire h6 · Pion noir sur case blanche b5 · Pion blanc sur case noire c3 · Tour blanche sur case blanche d3 · Dame blanche sur case blanche f3 · Pion blanc sur case blanche a2 · Pion blanc sur case noire b2 · Pion blanc sur case blanche g2 · Pion blanc sur case noire h2 · Tour blanche sur case blanche f1 · Roi blanc sur case blanche h1 | Tour noire sur case blanche e8 · Roi noir sur case noire f8 · Pion noir sur case noire c7 · Pion noir sur case blanche f7 · Tour noire sur case noire g7 · Pion noir sur case blanche h7 · Pion noir sur case blanche a6 · Dame noire sur case noire b6 · Fou noir sur case blanche e6 · Cavalier blanc sur case noire h6 · Pion noir sur case blanche b5 · Pion blanc sur case noire c3 · Tour blanche sur case blanche d3 · Dame blanche sur case blanche f3 · Pion blanc sur case blanche a2 · Pion blanc sur case noire b2 · Pion blanc sur case blanche g2 · Pion blanc sur case noire h2 · Tour blanche sur case blanche f1 · Roi blanc sur case blanche h1 | 7 |
| 6 | Tour noire sur case blanche e8 · Roi noir sur case noire f8 · Pion noir sur case noire c7 · Pion noir sur case blanche f7 · Tour noire sur case noire g7 · Pion noir sur case blanche h7 · Pion noir sur case blanche a6 · Dame noire sur case noire b6 · Fou noir sur case blanche e6 · Cavalier blanc sur case noire h6 · Pion noir sur case blanche b5 · Pion blanc sur case noire c3 · Tour blanche sur case blanche d3 · Dame blanche sur case blanche f3 · Pion blanc sur case blanche a2 · Pion blanc sur case noire b2 · Pion blanc sur case blanche g2 · Pion blanc sur case noire h2 · Tour blanche sur case blanche f1 · Roi blanc sur case blanche h1 | Tour noire sur case blanche e8 · Roi noir sur case noire f8 · Pion noir sur case noire c7 · Pion noir sur case blanche f7 · Tour noire sur case noire g7 · Pion noir sur case blanche h7 · Pion noir sur case blanche a6 · Dame noire sur case noire b6 · Fou noir sur case blanche e6 · Cavalier blanc sur case noire h6 · Pion noir sur case blanche b5 · Pion blanc sur case noire c3 · Tour blanche sur case blanche d3 · Dame blanche sur case blanche f3 · Pion blanc sur case blanche a2 · Pion blanc sur case noire b2 · Pion blanc sur case blanche g2 · Pion blanc sur case noire h2 · Tour blanche sur case blanche f1 · Roi blanc sur case blanche h1 | Tour noire sur case blanche e8 · Roi noir sur case noire f8 · Pion noir sur case noire c7 · Pion noir sur case blanche f7 · Tour noire sur case noire g7 · Pion noir sur case blanche h7 · Pion noir sur case blanche a6 · Dame noire sur case noire b6 · Fou noir sur case blanche e6 · Cavalier blanc sur case noire h6 · Pion noir sur case blanche b5 · Pion blanc sur case noire c3 · Tour blanche sur case blanche d3 · Dame blanche sur case blanche f3 · Pion blanc sur case blanche a2 · Pion blanc sur case noire b2 · Pion blanc sur case blanche g2 · Pion blanc sur case noire h2 · Tour blanche sur case blanche f1 · Roi blanc sur case blanche h1 | Tour noire sur case blanche e8 · Roi noir sur case noire f8 · Pion noir sur case noire c7 · Pion noir sur case blanche f7 · Tour noire sur case noire g7 · Pion noir sur case blanche h7 · Pion noir sur case blanche a6 · Dame noire sur case noire b6 · Fou noir sur case blanche e6 · Cavalier blanc sur case noire h6 · Pion noir sur case blanche b5 · Pion blanc sur case noire c3 · Tour blanche sur case blanche d3 · Dame blanche sur case blanche f3 · Pion blanc sur case blanche a2 · Pion blanc sur case noire b2 · Pion blanc sur case blanche g2 · Pion blanc sur case noire h2 · Tour blanche sur case blanche f1 · Roi blanc sur case blanche h1 | Tour noire sur case blanche e8 · Roi noir sur case noire f8 · Pion noir sur case noire c7 · Pion noir sur case blanche f7 · Tour noire sur case noire g7 · Pion noir sur case blanche h7 · Pion noir sur case blanche a6 · Dame noire sur case noire b6 · Fou noir sur case blanche e6 · Cavalier blanc sur case noire h6 · Pion noir sur case blanche b5 · Pion blanc sur case noire c3 · Tour blanche sur case blanche d3 · Dame blanche sur case blanche f3 · Pion blanc sur case blanche a2 · Pion blanc sur case noire b2 · Pion blanc sur case blanche g2 · Pion blanc sur case noire h2 · Tour blanche sur case blanche f1 · Roi blanc sur case blanche h1 | Tour noire sur case blanche e8 · Roi noir sur case noire f8 · Pion noir sur case noire c7 · Pion noir sur case blanche f7 · Tour noire sur case noire g7 · Pion noir sur case blanche h7 · Pion noir sur case blanche a6 · Dame noire sur case noire b6 · Fou noir sur case blanche e6 · Cavalier blanc sur case noire h6 · Pion noir sur case blanche b5 · Pion blanc sur case noire c3 · Tour blanche sur case blanche d3 · Dame blanche sur case blanche f3 · Pion blanc sur case blanche a2 · Pion blanc sur case noire b2 · Pion blanc sur case blanche g2 · Pion blanc sur case noire h2 · Tour blanche sur case blanche f1 · Roi blanc sur case blanche h1 | Tour noire sur case blanche e8 · Roi noir sur case noire f8 · Pion noir sur case noire c7 · Pion noir sur case blanche f7 · Tour noire sur case noire g7 · Pion noir sur case blanche h7 · Pion noir sur case blanche a6 · Dame noire sur case noire b6 · Fou noir sur case blanche e6 · Cavalier blanc sur case noire h6 · Pion noir sur case blanche b5 · Pion blanc sur case noire c3 · Tour blanche sur case blanche d3 · Dame blanche sur case blanche f3 · Pion blanc sur case blanche a2 · Pion blanc sur case noire b2 · Pion blanc sur case blanche g2 · Pion blanc sur case noire h2 · Tour blanche sur case blanche f1 · Roi blanc sur case blanche h1 | Tour noire sur case blanche e8 · Roi noir sur case noire f8 · Pion noir sur case noire c7 · Pion noir sur case blanche f7 · Tour noire sur case noire g7 · Pion noir sur case blanche h7 · Pion noir sur case blanche a6 · Dame noire sur case noire b6 · Fou noir sur case blanche e6 · Cavalier blanc sur case noire h6 · Pion noir sur case blanche b5 · Pion blanc sur case noire c3 · Tour blanche sur case blanche d3 · Dame blanche sur case blanche f3 · Pion blanc sur case blanche a2 · Pion blanc sur case noire b2 · Pion blanc sur case blanche g2 · Pion blanc sur case noire h2 · Tour blanche sur case blanche f1 · Roi blanc sur case blanche h1 | 6 |
| 5 | Tour noire sur case blanche e8 · Roi noir sur case noire f8 · Pion noir sur case noire c7 · Pion noir sur case blanche f7 · Tour noire sur case noire g7 · Pion noir sur case blanche h7 · Pion noir sur case blanche a6 · Dame noire sur case noire b6 · Fou noir sur case blanche e6 · Cavalier blanc sur case noire h6 · Pion noir sur case blanche b5 · Pion blanc sur case noire c3 · Tour blanche sur case blanche d3 · Dame blanche sur case blanche f3 · Pion blanc sur case blanche a2 · Pion blanc sur case noire b2 · Pion blanc sur case blanche g2 · Pion blanc sur case noire h2 · Tour blanche sur case blanche f1 · Roi blanc sur case blanche h1 | Tour noire sur case blanche e8 · Roi noir sur case noire f8 · Pion noir sur case noire c7 · Pion noir sur case blanche f7 · Tour noire sur case noire g7 · Pion noir sur case blanche h7 · Pion noir sur case blanche a6 · Dame noire sur case noire b6 · Fou noir sur case blanche e6 · Cavalier blanc sur case noire h6 · Pion noir sur case blanche b5 · Pion blanc sur case noire c3 · Tour blanche sur case blanche d3 · Dame blanche sur case blanche f3 · Pion blanc sur case blanche a2 · Pion blanc sur case noire b2 · Pion blanc sur case blanche g2 · Pion blanc sur case noire h2 · Tour blanche sur case blanche f1 · Roi blanc sur case blanche h1 | Tour noire sur case blanche e8 · Roi noir sur case noire f8 · Pion noir sur case noire c7 · Pion noir sur case blanche f7 · Tour noire sur case noire g7 · Pion noir sur case blanche h7 · Pion noir sur case blanche a6 · Dame noire sur case noire b6 · Fou noir sur case blanche e6 · Cavalier blanc sur case noire h6 · Pion noir sur case blanche b5 · Pion blanc sur case noire c3 · Tour blanche sur case blanche d3 · Dame blanche sur case blanche f3 · Pion blanc sur case blanche a2 · Pion blanc sur case noire b2 · Pion blanc sur case blanche g2 · Pion blanc sur case noire h2 · Tour blanche sur case blanche f1 · Roi blanc sur case blanche h1 | Tour noire sur case blanche e8 · Roi noir sur case noire f8 · Pion noir sur case noire c7 · Pion noir sur case blanche f7 · Tour noire sur case noire g7 · Pion noir sur case blanche h7 · Pion noir sur case blanche a6 · Dame noire sur case noire b6 · Fou noir sur case blanche e6 · Cavalier blanc sur case noire h6 · Pion noir sur case blanche b5 · Pion blanc sur case noire c3 · Tour blanche sur case blanche d3 · Dame blanche sur case blanche f3 · Pion blanc sur case blanche a2 · Pion blanc sur case noire b2 · Pion blanc sur case blanche g2 · Pion blanc sur case noire h2 · Tour blanche sur case blanche f1 · Roi blanc sur case blanche h1 | Tour noire sur case blanche e8 · Roi noir sur case noire f8 · Pion noir sur case noire c7 · Pion noir sur case blanche f7 · Tour noire sur case noire g7 · Pion noir sur case blanche h7 · Pion noir sur case blanche a6 · Dame noire sur case noire b6 · Fou noir sur case blanche e6 · Cavalier blanc sur case noire h6 · Pion noir sur case blanche b5 · Pion blanc sur case noire c3 · Tour blanche sur case blanche d3 · Dame blanche sur case blanche f3 · Pion blanc sur case blanche a2 · Pion blanc sur case noire b2 · Pion blanc sur case blanche g2 · Pion blanc sur case noire h2 · Tour blanche sur case blanche f1 · Roi blanc sur case blanche h1 | Tour noire sur case blanche e8 · Roi noir sur case noire f8 · Pion noir sur case noire c7 · Pion noir sur case blanche f7 · Tour noire sur case noire g7 · Pion noir sur case blanche h7 · Pion noir sur case blanche a6 · Dame noire sur case noire b6 · Fou noir sur case blanche e6 · Cavalier blanc sur case noire h6 · Pion noir sur case blanche b5 · Pion blanc sur case noire c3 · Tour blanche sur case blanche d3 · Dame blanche sur case blanche f3 · Pion blanc sur case blanche a2 · Pion blanc sur case noire b2 · Pion blanc sur case blanche g2 · Pion blanc sur case noire h2 · Tour blanche sur case blanche f1 · Roi blanc sur case blanche h1 | Tour noire sur case blanche e8 · Roi noir sur case noire f8 · Pion noir sur case noire c7 · Pion noir sur case blanche f7 · Tour noire sur case noire g7 · Pion noir sur case blanche h7 · Pion noir sur case blanche a6 · Dame noire sur case noire b6 · Fou noir sur case blanche e6 · Cavalier blanc sur case noire h6 · Pion noir sur case blanche b5 · Pion blanc sur case noire c3 · Tour blanche sur case blanche d3 · Dame blanche sur case blanche f3 · Pion blanc sur case blanche a2 · Pion blanc sur case noire b2 · Pion blanc sur case blanche g2 · Pion blanc sur case noire h2 · Tour blanche sur case blanche f1 · Roi blanc sur case blanche h1 | Tour noire sur case blanche e8 · Roi noir sur case noire f8 · Pion noir sur case noire c7 · Pion noir sur case blanche f7 · Tour noire sur case noire g7 · Pion noir sur case blanche h7 · Pion noir sur case blanche a6 · Dame noire sur case noire b6 · Fou noir sur case blanche e6 · Cavalier blanc sur case noire h6 · Pion noir sur case blanche b5 · Pion blanc sur case noire c3 · Tour blanche sur case blanche d3 · Dame blanche sur case blanche f3 · Pion blanc sur case blanche a2 · Pion blanc sur case noire b2 · Pion blanc sur case blanche g2 · Pion blanc sur case noire h2 · Tour blanche sur case blanche f1 · Roi blanc sur case blanche h1 | 5 |
| 4 | Tour noire sur case blanche e8 · Roi noir sur case noire f8 · Pion noir sur case noire c7 · Pion noir sur case blanche f7 · Tour noire sur case noire g7 · Pion noir sur case blanche h7 · Pion noir sur case blanche a6 · Dame noire sur case noire b6 · Fou noir sur case blanche e6 · Cavalier blanc sur case noire h6 · Pion noir sur case blanche b5 · Pion blanc sur case noire c3 · Tour blanche sur case blanche d3 · Dame blanche sur case blanche f3 · Pion blanc sur case blanche a2 · Pion blanc sur case noire b2 · Pion blanc sur case blanche g2 · Pion blanc sur case noire h2 · Tour blanche sur case blanche f1 · Roi blanc sur case blanche h1 | Tour noire sur case blanche e8 · Roi noir sur case noire f8 · Pion noir sur case noire c7 · Pion noir sur case blanche f7 · Tour noire sur case noire g7 · Pion noir sur case blanche h7 · Pion noir sur case blanche a6 · Dame noire sur case noire b6 · Fou noir sur case blanche e6 · Cavalier blanc sur case noire h6 · Pion noir sur case blanche b5 · Pion blanc sur case noire c3 · Tour blanche sur case blanche d3 · Dame blanche sur case blanche f3 · Pion blanc sur case blanche a2 · Pion blanc sur case noire b2 · Pion blanc sur case blanche g2 · Pion blanc sur case noire h2 · Tour blanche sur case blanche f1 · Roi blanc sur case blanche h1 | Tour noire sur case blanche e8 · Roi noir sur case noire f8 · Pion noir sur case noire c7 · Pion noir sur case blanche f7 · Tour noire sur case noire g7 · Pion noir sur case blanche h7 · Pion noir sur case blanche a6 · Dame noire sur case noire b6 · Fou noir sur case blanche e6 · Cavalier blanc sur case noire h6 · Pion noir sur case blanche b5 · Pion blanc sur case noire c3 · Tour blanche sur case blanche d3 · Dame blanche sur case blanche f3 · Pion blanc sur case blanche a2 · Pion blanc sur case noire b2 · Pion blanc sur case blanche g2 · Pion blanc sur case noire h2 · Tour blanche sur case blanche f1 · Roi blanc sur case blanche h1 | Tour noire sur case blanche e8 · Roi noir sur case noire f8 · Pion noir sur case noire c7 · Pion noir sur case blanche f7 · Tour noire sur case noire g7 · Pion noir sur case blanche h7 · Pion noir sur case blanche a6 · Dame noire sur case noire b6 · Fou noir sur case blanche e6 · Cavalier blanc sur case noire h6 · Pion noir sur case blanche b5 · Pion blanc sur case noire c3 · Tour blanche sur case blanche d3 · Dame blanche sur case blanche f3 · Pion blanc sur case blanche a2 · Pion blanc sur case noire b2 · Pion blanc sur case blanche g2 · Pion blanc sur case noire h2 · Tour blanche sur case blanche f1 · Roi blanc sur case blanche h1 | Tour noire sur case blanche e8 · Roi noir sur case noire f8 · Pion noir sur case noire c7 · Pion noir sur case blanche f7 · Tour noire sur case noire g7 · Pion noir sur case blanche h7 · Pion noir sur case blanche a6 · Dame noire sur case noire b6 · Fou noir sur case blanche e6 · Cavalier blanc sur case noire h6 · Pion noir sur case blanche b5 · Pion blanc sur case noire c3 · Tour blanche sur case blanche d3 · Dame blanche sur case blanche f3 · Pion blanc sur case blanche a2 · Pion blanc sur case noire b2 · Pion blanc sur case blanche g2 · Pion blanc sur case noire h2 · Tour blanche sur case blanche f1 · Roi blanc sur case blanche h1 | Tour noire sur case blanche e8 · Roi noir sur case noire f8 · Pion noir sur case noire c7 · Pion noir sur case blanche f7 · Tour noire sur case noire g7 · Pion noir sur case blanche h7 · Pion noir sur case blanche a6 · Dame noire sur case noire b6 · Fou noir sur case blanche e6 · Cavalier blanc sur case noire h6 · Pion noir sur case blanche b5 · Pion blanc sur case noire c3 · Tour blanche sur case blanche d3 · Dame blanche sur case blanche f3 · Pion blanc sur case blanche a2 · Pion blanc sur case noire b2 · Pion blanc sur case blanche g2 · Pion blanc sur case noire h2 · Tour blanche sur case blanche f1 · Roi blanc sur case blanche h1 | Tour noire sur case blanche e8 · Roi noir sur case noire f8 · Pion noir sur case noire c7 · Pion noir sur case blanche f7 · Tour noire sur case noire g7 · Pion noir sur case blanche h7 · Pion noir sur case blanche a6 · Dame noire sur case noire b6 · Fou noir sur case blanche e6 · Cavalier blanc sur case noire h6 · Pion noir sur case blanche b5 · Pion blanc sur case noire c3 · Tour blanche sur case blanche d3 · Dame blanche sur case blanche f3 · Pion blanc sur case blanche a2 · Pion blanc sur case noire b2 · Pion blanc sur case blanche g2 · Pion blanc sur case noire h2 · Tour blanche sur case blanche f1 · Roi blanc sur case blanche h1 | Tour noire sur case blanche e8 · Roi noir sur case noire f8 · Pion noir sur case noire c7 · Pion noir sur case blanche f7 · Tour noire sur case noire g7 · Pion noir sur case blanche h7 · Pion noir sur case blanche a6 · Dame noire sur case noire b6 · Fou noir sur case blanche e6 · Cavalier blanc sur case noire h6 · Pion noir sur case blanche b5 · Pion blanc sur case noire c3 · Tour blanche sur case blanche d3 · Dame blanche sur case blanche f3 · Pion blanc sur case blanche a2 · Pion blanc sur case noire b2 · Pion blanc sur case blanche g2 · Pion blanc sur case noire h2 · Tour blanche sur case blanche f1 · Roi blanc sur case blanche h1 | 4 |
| 3 | Tour noire sur case blanche e8 · Roi noir sur case noire f8 · Pion noir sur case noire c7 · Pion noir sur case blanche f7 · Tour noire sur case noire g7 · Pion noir sur case blanche h7 · Pion noir sur case blanche a6 · Dame noire sur case noire b6 · Fou noir sur case blanche e6 · Cavalier blanc sur case noire h6 · Pion noir sur case blanche b5 · Pion blanc sur case noire c3 · Tour blanche sur case blanche d3 · Dame blanche sur case blanche f3 · Pion blanc sur case blanche a2 · Pion blanc sur case noire b2 · Pion blanc sur case blanche g2 · Pion blanc sur case noire h2 · Tour blanche sur case blanche f1 · Roi blanc sur case blanche h1 | Tour noire sur case blanche e8 · Roi noir sur case noire f8 · Pion noir sur case noire c7 · Pion noir sur case blanche f7 · Tour noire sur case noire g7 · Pion noir sur case blanche h7 · Pion noir sur case blanche a6 · Dame noire sur case noire b6 · Fou noir sur case blanche e6 · Cavalier blanc sur case noire h6 · Pion noir sur case blanche b5 · Pion blanc sur case noire c3 · Tour blanche sur case blanche d3 · Dame blanche sur case blanche f3 · Pion blanc sur case blanche a2 · Pion blanc sur case noire b2 · Pion blanc sur case blanche g2 · Pion blanc sur case noire h2 · Tour blanche sur case blanche f1 · Roi blanc sur case blanche h1 | Tour noire sur case blanche e8 · Roi noir sur case noire f8 · Pion noir sur case noire c7 · Pion noir sur case blanche f7 · Tour noire sur case noire g7 · Pion noir sur case blanche h7 · Pion noir sur case blanche a6 · Dame noire sur case noire b6 · Fou noir sur case blanche e6 · Cavalier blanc sur case noire h6 · Pion noir sur case blanche b5 · Pion blanc sur case noire c3 · Tour blanche sur case blanche d3 · Dame blanche sur case blanche f3 · Pion blanc sur case blanche a2 · Pion blanc sur case noire b2 · Pion blanc sur case blanche g2 · Pion blanc sur case noire h2 · Tour blanche sur case blanche f1 · Roi blanc sur case blanche h1 | Tour noire sur case blanche e8 · Roi noir sur case noire f8 · Pion noir sur case noire c7 · Pion noir sur case blanche f7 · Tour noire sur case noire g7 · Pion noir sur case blanche h7 · Pion noir sur case blanche a6 · Dame noire sur case noire b6 · Fou noir sur case blanche e6 · Cavalier blanc sur case noire h6 · Pion noir sur case blanche b5 · Pion blanc sur case noire c3 · Tour blanche sur case blanche d3 · Dame blanche sur case blanche f3 · Pion blanc sur case blanche a2 · Pion blanc sur case noire b2 · Pion blanc sur case blanche g2 · Pion blanc sur case noire h2 · Tour blanche sur case blanche f1 · Roi blanc sur case blanche h1 | Tour noire sur case blanche e8 · Roi noir sur case noire f8 · Pion noir sur case noire c7 · Pion noir sur case blanche f7 · Tour noire sur case noire g7 · Pion noir sur case blanche h7 · Pion noir sur case blanche a6 · Dame noire sur case noire b6 · Fou noir sur case blanche e6 · Cavalier blanc sur case noire h6 · Pion noir sur case blanche b5 · Pion blanc sur case noire c3 · Tour blanche sur case blanche d3 · Dame blanche sur case blanche f3 · Pion blanc sur case blanche a2 · Pion blanc sur case noire b2 · Pion blanc sur case blanche g2 · Pion blanc sur case noire h2 · Tour blanche sur case blanche f1 · Roi blanc sur case blanche h1 | Tour noire sur case blanche e8 · Roi noir sur case noire f8 · Pion noir sur case noire c7 · Pion noir sur case blanche f7 · Tour noire sur case noire g7 · Pion noir sur case blanche h7 · Pion noir sur case blanche a6 · Dame noire sur case noire b6 · Fou noir sur case blanche e6 · Cavalier blanc sur case noire h6 · Pion noir sur case blanche b5 · Pion blanc sur case noire c3 · Tour blanche sur case blanche d3 · Dame blanche sur case blanche f3 · Pion blanc sur case blanche a2 · Pion blanc sur case noire b2 · Pion blanc sur case blanche g2 · Pion blanc sur case noire h2 · Tour blanche sur case blanche f1 · Roi blanc sur case blanche h1 | Tour noire sur case blanche e8 · Roi noir sur case noire f8 · Pion noir sur case noire c7 · Pion noir sur case blanche f7 · Tour noire sur case noire g7 · Pion noir sur case blanche h7 · Pion noir sur case blanche a6 · Dame noire sur case noire b6 · Fou noir sur case blanche e6 · Cavalier blanc sur case noire h6 · Pion noir sur case blanche b5 · Pion blanc sur case noire c3 · Tour blanche sur case blanche d3 · Dame blanche sur case blanche f3 · Pion blanc sur case blanche a2 · Pion blanc sur case noire b2 · Pion blanc sur case blanche g2 · Pion blanc sur case noire h2 · Tour blanche sur case blanche f1 · Roi blanc sur case blanche h1 | Tour noire sur case blanche e8 · Roi noir sur case noire f8 · Pion noir sur case noire c7 · Pion noir sur case blanche f7 · Tour noire sur case noire g7 · Pion noir sur case blanche h7 · Pion noir sur case blanche a6 · Dame noire sur case noire b6 · Fou noir sur case blanche e6 · Cavalier blanc sur case noire h6 · Pion noir sur case blanche b5 · Pion blanc sur case noire c3 · Tour blanche sur case blanche d3 · Dame blanche sur case blanche f3 · Pion blanc sur case blanche a2 · Pion blanc sur case noire b2 · Pion blanc sur case blanche g2 · Pion blanc sur case noire h2 · Tour blanche sur case blanche f1 · Roi blanc sur case blanche h1 | 3 |
| 2 | Tour noire sur case blanche e8 · Roi noir sur case noire f8 · Pion noir sur case noire c7 · Pion noir sur case blanche f7 · Tour noire sur case noire g7 · Pion noir sur case blanche h7 · Pion noir sur case blanche a6 · Dame noire sur case noire b6 · Fou noir sur case blanche e6 · Cavalier blanc sur case noire h6 · Pion noir sur case blanche b5 · Pion blanc sur case noire c3 · Tour blanche sur case blanche d3 · Dame blanche sur case blanche f3 · Pion blanc sur case blanche a2 · Pion blanc sur case noire b2 · Pion blanc sur case blanche g2 · Pion blanc sur case noire h2 · Tour blanche sur case blanche f1 · Roi blanc sur case blanche h1 | Tour noire sur case blanche e8 · Roi noir sur case noire f8 · Pion noir sur case noire c7 · Pion noir sur case blanche f7 · Tour noire sur case noire g7 · Pion noir sur case blanche h7 · Pion noir sur case blanche a6 · Dame noire sur case noire b6 · Fou noir sur case blanche e6 · Cavalier blanc sur case noire h6 · Pion noir sur case blanche b5 · Pion blanc sur case noire c3 · Tour blanche sur case blanche d3 · Dame blanche sur case blanche f3 · Pion blanc sur case blanche a2 · Pion blanc sur case noire b2 · Pion blanc sur case blanche g2 · Pion blanc sur case noire h2 · Tour blanche sur case blanche f1 · Roi blanc sur case blanche h1 | Tour noire sur case blanche e8 · Roi noir sur case noire f8 · Pion noir sur case noire c7 · Pion noir sur case blanche f7 · Tour noire sur case noire g7 · Pion noir sur case blanche h7 · Pion noir sur case blanche a6 · Dame noire sur case noire b6 · Fou noir sur case blanche e6 · Cavalier blanc sur case noire h6 · Pion noir sur case blanche b5 · Pion blanc sur case noire c3 · Tour blanche sur case blanche d3 · Dame blanche sur case blanche f3 · Pion blanc sur case blanche a2 · Pion blanc sur case noire b2 · Pion blanc sur case blanche g2 · Pion blanc sur case noire h2 · Tour blanche sur case blanche f1 · Roi blanc sur case blanche h1 | Tour noire sur case blanche e8 · Roi noir sur case noire f8 · Pion noir sur case noire c7 · Pion noir sur case blanche f7 · Tour noire sur case noire g7 · Pion noir sur case blanche h7 · Pion noir sur case blanche a6 · Dame noire sur case noire b6 · Fou noir sur case blanche e6 · Cavalier blanc sur case noire h6 · Pion noir sur case blanche b5 · Pion blanc sur case noire c3 · Tour blanche sur case blanche d3 · Dame blanche sur case blanche f3 · Pion blanc sur case blanche a2 · Pion blanc sur case noire b2 · Pion blanc sur case blanche g2 · Pion blanc sur case noire h2 · Tour blanche sur case blanche f1 · Roi blanc sur case blanche h1 | Tour noire sur case blanche e8 · Roi noir sur case noire f8 · Pion noir sur case noire c7 · Pion noir sur case blanche f7 · Tour noire sur case noire g7 · Pion noir sur case blanche h7 · Pion noir sur case blanche a6 · Dame noire sur case noire b6 · Fou noir sur case blanche e6 · Cavalier blanc sur case noire h6 · Pion noir sur case blanche b5 · Pion blanc sur case noire c3 · Tour blanche sur case blanche d3 · Dame blanche sur case blanche f3 · Pion blanc sur case blanche a2 · Pion blanc sur case noire b2 · Pion blanc sur case blanche g2 · Pion blanc sur case noire h2 · Tour blanche sur case blanche f1 · Roi blanc sur case blanche h1 | Tour noire sur case blanche e8 · Roi noir sur case noire f8 · Pion noir sur case noire c7 · Pion noir sur case blanche f7 · Tour noire sur case noire g7 · Pion noir sur case blanche h7 · Pion noir sur case blanche a6 · Dame noire sur case noire b6 · Fou noir sur case blanche e6 · Cavalier blanc sur case noire h6 · Pion noir sur case blanche b5 · Pion blanc sur case noire c3 · Tour blanche sur case blanche d3 · Dame blanche sur case blanche f3 · Pion blanc sur case blanche a2 · Pion blanc sur case noire b2 · Pion blanc sur case blanche g2 · Pion blanc sur case noire h2 · Tour blanche sur case blanche f1 · Roi blanc sur case blanche h1 | Tour noire sur case blanche e8 · Roi noir sur case noire f8 · Pion noir sur case noire c7 · Pion noir sur case blanche f7 · Tour noire sur case noire g7 · Pion noir sur case blanche h7 · Pion noir sur case blanche a6 · Dame noire sur case noire b6 · Fou noir sur case blanche e6 · Cavalier blanc sur case noire h6 · Pion noir sur case blanche b5 · Pion blanc sur case noire c3 · Tour blanche sur case blanche d3 · Dame blanche sur case blanche f3 · Pion blanc sur case blanche a2 · Pion blanc sur case noire b2 · Pion blanc sur case blanche g2 · Pion blanc sur case noire h2 · Tour blanche sur case blanche f1 · Roi blanc sur case blanche h1 | Tour noire sur case blanche e8 · Roi noir sur case noire f8 · Pion noir sur case noire c7 · Pion noir sur case blanche f7 · Tour noire sur case noire g7 · Pion noir sur case blanche h7 · Pion noir sur case blanche a6 · Dame noire sur case noire b6 · Fou noir sur case blanche e6 · Cavalier blanc sur case noire h6 · Pion noir sur case blanche b5 · Pion blanc sur case noire c3 · Tour blanche sur case blanche d3 · Dame blanche sur case blanche f3 · Pion blanc sur case blanche a2 · Pion blanc sur case noire b2 · Pion blanc sur case blanche g2 · Pion blanc sur case noire h2 · Tour blanche sur case blanche f1 · Roi blanc sur case blanche h1 | 2 |
| 1 | Tour noire sur case blanche e8 · Roi noir sur case noire f8 · Pion noir sur case noire c7 · Pion noir sur case blanche f7 · Tour noire sur case noire g7 · Pion noir sur case blanche h7 · Pion noir sur case blanche a6 · Dame noire sur case noire b6 · Fou noir sur case blanche e6 · Cavalier blanc sur case noire h6 · Pion noir sur case blanche b5 · Pion blanc sur case noire c3 · Tour blanche sur case blanche d3 · Dame blanche sur case blanche f3 · Pion blanc sur case blanche a2 · Pion blanc sur case noire b2 · Pion blanc sur case blanche g2 · Pion blanc sur case noire h2 · Tour blanche sur case blanche f1 · Roi blanc sur case blanche h1 | Tour noire sur case blanche e8 · Roi noir sur case noire f8 · Pion noir sur case noire c7 · Pion noir sur case blanche f7 · Tour noire sur case noire g7 · Pion noir sur case blanche h7 · Pion noir sur case blanche a6 · Dame noire sur case noire b6 · Fou noir sur case blanche e6 · Cavalier blanc sur case noire h6 · Pion noir sur case blanche b5 · Pion blanc sur case noire c3 · Tour blanche sur case blanche d3 · Dame blanche sur case blanche f3 · Pion blanc sur case blanche a2 · Pion blanc sur case noire b2 · Pion blanc sur case blanche g2 · Pion blanc sur case noire h2 · Tour blanche sur case blanche f1 · Roi blanc sur case blanche h1 | Tour noire sur case blanche e8 · Roi noir sur case noire f8 · Pion noir sur case noire c7 · Pion noir sur case blanche f7 · Tour noire sur case noire g7 · Pion noir sur case blanche h7 · Pion noir sur case blanche a6 · Dame noire sur case noire b6 · Fou noir sur case blanche e6 · Cavalier blanc sur case noire h6 · Pion noir sur case blanche b5 · Pion blanc sur case noire c3 · Tour blanche sur case blanche d3 · Dame blanche sur case blanche f3 · Pion blanc sur case blanche a2 · Pion blanc sur case noire b2 · Pion blanc sur case blanche g2 · Pion blanc sur case noire h2 · Tour blanche sur case blanche f1 · Roi blanc sur case blanche h1 | Tour noire sur case blanche e8 · Roi noir sur case noire f8 · Pion noir sur case noire c7 · Pion noir sur case blanche f7 · Tour noire sur case noire g7 · Pion noir sur case blanche h7 · Pion noir sur case blanche a6 · Dame noire sur case noire b6 · Fou noir sur case blanche e6 · Cavalier blanc sur case noire h6 · Pion noir sur case blanche b5 · Pion blanc sur case noire c3 · Tour blanche sur case blanche d3 · Dame blanche sur case blanche f3 · Pion blanc sur case blanche a2 · Pion blanc sur case noire b2 · Pion blanc sur case blanche g2 · Pion blanc sur case noire h2 · Tour blanche sur case blanche f1 · Roi blanc sur case blanche h1 | Tour noire sur case blanche e8 · Roi noir sur case noire f8 · Pion noir sur case noire c7 · Pion noir sur case blanche f7 · Tour noire sur case noire g7 · Pion noir sur case blanche h7 · Pion noir sur case blanche a6 · Dame noire sur case noire b6 · Fou noir sur case blanche e6 · Cavalier blanc sur case noire h6 · Pion noir sur case blanche b5 · Pion blanc sur case noire c3 · Tour blanche sur case blanche d3 · Dame blanche sur case blanche f3 · Pion blanc sur case blanche a2 · Pion blanc sur case noire b2 · Pion blanc sur case blanche g2 · Pion blanc sur case noire h2 · Tour blanche sur case blanche f1 · Roi blanc sur case blanche h1 | Tour noire sur case blanche e8 · Roi noir sur case noire f8 · Pion noir sur case noire c7 · Pion noir sur case blanche f7 · Tour noire sur case noire g7 · Pion noir sur case blanche h7 · Pion noir sur case blanche a6 · Dame noire sur case noire b6 · Fou noir sur case blanche e6 · Cavalier blanc sur case noire h6 · Pion noir sur case blanche b5 · Pion blanc sur case noire c3 · Tour blanche sur case blanche d3 · Dame blanche sur case blanche f3 · Pion blanc sur case blanche a2 · Pion blanc sur case noire b2 · Pion blanc sur case blanche g2 · Pion blanc sur case noire h2 · Tour blanche sur case blanche f1 · Roi blanc sur case blanche h1 | Tour noire sur case blanche e8 · Roi noir sur case noire f8 · Pion noir sur case noire c7 · Pion noir sur case blanche f7 · Tour noire sur case noire g7 · Pion noir sur case blanche h7 · Pion noir sur case blanche a6 · Dame noire sur case noire b6 · Fou noir sur case blanche e6 · Cavalier blanc sur case noire h6 · Pion noir sur case blanche b5 · Pion blanc sur case noire c3 · Tour blanche sur case blanche d3 · Dame blanche sur case blanche f3 · Pion blanc sur case blanche a2 · Pion blanc sur case noire b2 · Pion blanc sur case blanche g2 · Pion blanc sur case noire h2 · Tour blanche sur case blanche f1 · Roi blanc sur case blanche h1 | Tour noire sur case blanche e8 · Roi noir sur case noire f8 · Pion noir sur case noire c7 · Pion noir sur case blanche f7 · Tour noire sur case noire g7 · Pion noir sur case blanche h7 · Pion noir sur case blanche a6 · Dame noire sur case noire b6 · Fou noir sur case blanche e6 · Cavalier blanc sur case noire h6 · Pion noir sur case blanche b5 · Pion blanc sur case noire c3 · Tour blanche sur case blanche d3 · Dame blanche sur case blanche f3 · Pion blanc sur case blanche a2 · Pion blanc sur case noire b2 · Pion blanc sur case blanche g2 · Pion blanc sur case noire h2 · Tour blanche sur case blanche f1 · Roi blanc sur case blanche h1 | 1 |
|   | a | b | c | d | e | f | g | h |   |

|   | a | b | c | d | e | f | g | h |   |
| 8 | Fou noir sur case noire c7 · Tour noire sur case noire e7 · Roi noir sur case blanche h7 · Pion blanc sur case blanche c6 · Pion noir sur case blanche g6 · Dame noire sur case blanche f5 · Pion noir sur case blanche h5 · Dame blanche sur case noire d4 · Cavalier blanc sur case blanche d3 · Pion blanc sur case noire e3 · Pion blanc sur case blanche h3 · Roi blanc sur case blanche e2 · Pion blanc sur case noire f2 · Fou blanc sur case blanche d1 | Fou noir sur case noire c7 · Tour noire sur case noire e7 · Roi noir sur case blanche h7 · Pion blanc sur case blanche c6 · Pion noir sur case blanche g6 · Dame noire sur case blanche f5 · Pion noir sur case blanche h5 · Dame blanche sur case noire d4 · Cavalier blanc sur case blanche d3 · Pion blanc sur case noire e3 · Pion blanc sur case blanche h3 · Roi blanc sur case blanche e2 · Pion blanc sur case noire f2 · Fou blanc sur case blanche d1 | Fou noir sur case noire c7 · Tour noire sur case noire e7 · Roi noir sur case blanche h7 · Pion blanc sur case blanche c6 · Pion noir sur case blanche g6 · Dame noire sur case blanche f5 · Pion noir sur case blanche h5 · Dame blanche sur case noire d4 · Cavalier blanc sur case blanche d3 · Pion blanc sur case noire e3 · Pion blanc sur case blanche h3 · Roi blanc sur case blanche e2 · Pion blanc sur case noire f2 · Fou blanc sur case blanche d1 | Fou noir sur case noire c7 · Tour noire sur case noire e7 · Roi noir sur case blanche h7 · Pion blanc sur case blanche c6 · Pion noir sur case blanche g6 · Dame noire sur case blanche f5 · Pion noir sur case blanche h5 · Dame blanche sur case noire d4 · Cavalier blanc sur case blanche d3 · Pion blanc sur case noire e3 · Pion blanc sur case blanche h3 · Roi blanc sur case blanche e2 · Pion blanc sur case noire f2 · Fou blanc sur case blanche d1 | Fou noir sur case noire c7 · Tour noire sur case noire e7 · Roi noir sur case blanche h7 · Pion blanc sur case blanche c6 · Pion noir sur case blanche g6 · Dame noire sur case blanche f5 · Pion noir sur case blanche h5 · Dame blanche sur case noire d4 · Cavalier blanc sur case blanche d3 · Pion blanc sur case noire e3 · Pion blanc sur case blanche h3 · Roi blanc sur case blanche e2 · Pion blanc sur case noire f2 · Fou blanc sur case blanche d1 | Fou noir sur case noire c7 · Tour noire sur case noire e7 · Roi noir sur case blanche h7 · Pion blanc sur case blanche c6 · Pion noir sur case blanche g6 · Dame noire sur case blanche f5 · Pion noir sur case blanche h5 · Dame blanche sur case noire d4 · Cavalier blanc sur case blanche d3 · Pion blanc sur case noire e3 · Pion blanc sur case blanche h3 · Roi blanc sur case blanche e2 · Pion blanc sur case noire f2 · Fou blanc sur case blanche d1 | Fou noir sur case noire c7 · Tour noire sur case noire e7 · Roi noir sur case blanche h7 · Pion blanc sur case blanche c6 · Pion noir sur case blanche g6 · Dame noire sur case blanche f5 · Pion noir sur case blanche h5 · Dame blanche sur case noire d4 · Cavalier blanc sur case blanche d3 · Pion blanc sur case noire e3 · Pion blanc sur case blanche h3 · Roi blanc sur case blanche e2 · Pion blanc sur case noire f2 · Fou blanc sur case blanche d1 | Fou noir sur case noire c7 · Tour noire sur case noire e7 · Roi noir sur case blanche h7 · Pion blanc sur case blanche c6 · Pion noir sur case blanche g6 · Dame noire sur case blanche f5 · Pion noir sur case blanche h5 · Dame blanche sur case noire d4 · Cavalier blanc sur case blanche d3 · Pion blanc sur case noire e3 · Pion blanc sur case blanche h3 · Roi blanc sur case blanche e2 · Pion blanc sur case noire f2 · Fou blanc sur case blanche d1 | 8 |
| 7 | Fou noir sur case noire c7 · Tour noire sur case noire e7 · Roi noir sur case blanche h7 · Pion blanc sur case blanche c6 · Pion noir sur case blanche g6 · Dame noire sur case blanche f5 · Pion noir sur case blanche h5 · Dame blanche sur case noire d4 · Cavalier blanc sur case blanche d3 · Pion blanc sur case noire e3 · Pion blanc sur case blanche h3 · Roi blanc sur case blanche e2 · Pion blanc sur case noire f2 · Fou blanc sur case blanche d1 | Fou noir sur case noire c7 · Tour noire sur case noire e7 · Roi noir sur case blanche h7 · Pion blanc sur case blanche c6 · Pion noir sur case blanche g6 · Dame noire sur case blanche f5 · Pion noir sur case blanche h5 · Dame blanche sur case noire d4 · Cavalier blanc sur case blanche d3 · Pion blanc sur case noire e3 · Pion blanc sur case blanche h3 · Roi blanc sur case blanche e2 · Pion blanc sur case noire f2 · Fou blanc sur case blanche d1 | Fou noir sur case noire c7 · Tour noire sur case noire e7 · Roi noir sur case blanche h7 · Pion blanc sur case blanche c6 · Pion noir sur case blanche g6 · Dame noire sur case blanche f5 · Pion noir sur case blanche h5 · Dame blanche sur case noire d4 · Cavalier blanc sur case blanche d3 · Pion blanc sur case noire e3 · Pion blanc sur case blanche h3 · Roi blanc sur case blanche e2 · Pion blanc sur case noire f2 · Fou blanc sur case blanche d1 | Fou noir sur case noire c7 · Tour noire sur case noire e7 · Roi noir sur case blanche h7 · Pion blanc sur case blanche c6 · Pion noir sur case blanche g6 · Dame noire sur case blanche f5 · Pion noir sur case blanche h5 · Dame blanche sur case noire d4 · Cavalier blanc sur case blanche d3 · Pion blanc sur case noire e3 · Pion blanc sur case blanche h3 · Roi blanc sur case blanche e2 · Pion blanc sur case noire f2 · Fou blanc sur case blanche d1 | Fou noir sur case noire c7 · Tour noire sur case noire e7 · Roi noir sur case blanche h7 · Pion blanc sur case blanche c6 · Pion noir sur case blanche g6 · Dame noire sur case blanche f5 · Pion noir sur case blanche h5 · Dame blanche sur case noire d4 · Cavalier blanc sur case blanche d3 · Pion blanc sur case noire e3 · Pion blanc sur case blanche h3 · Roi blanc sur case blanche e2 · Pion blanc sur case noire f2 · Fou blanc sur case blanche d1 | Fou noir sur case noire c7 · Tour noire sur case noire e7 · Roi noir sur case blanche h7 · Pion blanc sur case blanche c6 · Pion noir sur case blanche g6 · Dame noire sur case blanche f5 · Pion noir sur case blanche h5 · Dame blanche sur case noire d4 · Cavalier blanc sur case blanche d3 · Pion blanc sur case noire e3 · Pion blanc sur case blanche h3 · Roi blanc sur case blanche e2 · Pion blanc sur case noire f2 · Fou blanc sur case blanche d1 | Fou noir sur case noire c7 · Tour noire sur case noire e7 · Roi noir sur case blanche h7 · Pion blanc sur case blanche c6 · Pion noir sur case blanche g6 · Dame noire sur case blanche f5 · Pion noir sur case blanche h5 · Dame blanche sur case noire d4 · Cavalier blanc sur case blanche d3 · Pion blanc sur case noire e3 · Pion blanc sur case blanche h3 · Roi blanc sur case blanche e2 · Pion blanc sur case noire f2 · Fou blanc sur case blanche d1 | Fou noir sur case noire c7 · Tour noire sur case noire e7 · Roi noir sur case blanche h7 · Pion blanc sur case blanche c6 · Pion noir sur case blanche g6 · Dame noire sur case blanche f5 · Pion noir sur case blanche h5 · Dame blanche sur case noire d4 · Cavalier blanc sur case blanche d3 · Pion blanc sur case noire e3 · Pion blanc sur case blanche h3 · Roi blanc sur case blanche e2 · Pion blanc sur case noire f2 · Fou blanc sur case blanche d1 | 7 |
| 6 | Fou noir sur case noire c7 · Tour noire sur case noire e7 · Roi noir sur case blanche h7 · Pion blanc sur case blanche c6 · Pion noir sur case blanche g6 · Dame noire sur case blanche f5 · Pion noir sur case blanche h5 · Dame blanche sur case noire d4 · Cavalier blanc sur case blanche d3 · Pion blanc sur case noire e3 · Pion blanc sur case blanche h3 · Roi blanc sur case blanche e2 · Pion blanc sur case noire f2 · Fou blanc sur case blanche d1 | Fou noir sur case noire c7 · Tour noire sur case noire e7 · Roi noir sur case blanche h7 · Pion blanc sur case blanche c6 · Pion noir sur case blanche g6 · Dame noire sur case blanche f5 · Pion noir sur case blanche h5 · Dame blanche sur case noire d4 · Cavalier blanc sur case blanche d3 · Pion blanc sur case noire e3 · Pion blanc sur case blanche h3 · Roi blanc sur case blanche e2 · Pion blanc sur case noire f2 · Fou blanc sur case blanche d1 | Fou noir sur case noire c7 · Tour noire sur case noire e7 · Roi noir sur case blanche h7 · Pion blanc sur case blanche c6 · Pion noir sur case blanche g6 · Dame noire sur case blanche f5 · Pion noir sur case blanche h5 · Dame blanche sur case noire d4 · Cavalier blanc sur case blanche d3 · Pion blanc sur case noire e3 · Pion blanc sur case blanche h3 · Roi blanc sur case blanche e2 · Pion blanc sur case noire f2 · Fou blanc sur case blanche d1 | Fou noir sur case noire c7 · Tour noire sur case noire e7 · Roi noir sur case blanche h7 · Pion blanc sur case blanche c6 · Pion noir sur case blanche g6 · Dame noire sur case blanche f5 · Pion noir sur case blanche h5 · Dame blanche sur case noire d4 · Cavalier blanc sur case blanche d3 · Pion blanc sur case noire e3 · Pion blanc sur case blanche h3 · Roi blanc sur case blanche e2 · Pion blanc sur case noire f2 · Fou blanc sur case blanche d1 | Fou noir sur case noire c7 · Tour noire sur case noire e7 · Roi noir sur case blanche h7 · Pion blanc sur case blanche c6 · Pion noir sur case blanche g6 · Dame noire sur case blanche f5 · Pion noir sur case blanche h5 · Dame blanche sur case noire d4 · Cavalier blanc sur case blanche d3 · Pion blanc sur case noire e3 · Pion blanc sur case blanche h3 · Roi blanc sur case blanche e2 · Pion blanc sur case noire f2 · Fou blanc sur case blanche d1 | Fou noir sur case noire c7 · Tour noire sur case noire e7 · Roi noir sur case blanche h7 · Pion blanc sur case blanche c6 · Pion noir sur case blanche g6 · Dame noire sur case blanche f5 · Pion noir sur case blanche h5 · Dame blanche sur case noire d4 · Cavalier blanc sur case blanche d3 · Pion blanc sur case noire e3 · Pion blanc sur case blanche h3 · Roi blanc sur case blanche e2 · Pion blanc sur case noire f2 · Fou blanc sur case blanche d1 | Fou noir sur case noire c7 · Tour noire sur case noire e7 · Roi noir sur case blanche h7 · Pion blanc sur case blanche c6 · Pion noir sur case blanche g6 · Dame noire sur case blanche f5 · Pion noir sur case blanche h5 · Dame blanche sur case noire d4 · Cavalier blanc sur case blanche d3 · Pion blanc sur case noire e3 · Pion blanc sur case blanche h3 · Roi blanc sur case blanche e2 · Pion blanc sur case noire f2 · Fou blanc sur case blanche d1 | Fou noir sur case noire c7 · Tour noire sur case noire e7 · Roi noir sur case blanche h7 · Pion blanc sur case blanche c6 · Pion noir sur case blanche g6 · Dame noire sur case blanche f5 · Pion noir sur case blanche h5 · Dame blanche sur case noire d4 · Cavalier blanc sur case blanche d3 · Pion blanc sur case noire e3 · Pion blanc sur case blanche h3 · Roi blanc sur case blanche e2 · Pion blanc sur case noire f2 · Fou blanc sur case blanche d1 | 6 |
| 5 | Fou noir sur case noire c7 · Tour noire sur case noire e7 · Roi noir sur case blanche h7 · Pion blanc sur case blanche c6 · Pion noir sur case blanche g6 · Dame noire sur case blanche f5 · Pion noir sur case blanche h5 · Dame blanche sur case noire d4 · Cavalier blanc sur case blanche d3 · Pion blanc sur case noire e3 · Pion blanc sur case blanche h3 · Roi blanc sur case blanche e2 · Pion blanc sur case noire f2 · Fou blanc sur case blanche d1 | Fou noir sur case noire c7 · Tour noire sur case noire e7 · Roi noir sur case blanche h7 · Pion blanc sur case blanche c6 · Pion noir sur case blanche g6 · Dame noire sur case blanche f5 · Pion noir sur case blanche h5 · Dame blanche sur case noire d4 · Cavalier blanc sur case blanche d3 · Pion blanc sur case noire e3 · Pion blanc sur case blanche h3 · Roi blanc sur case blanche e2 · Pion blanc sur case noire f2 · Fou blanc sur case blanche d1 | Fou noir sur case noire c7 · Tour noire sur case noire e7 · Roi noir sur case blanche h7 · Pion blanc sur case blanche c6 · Pion noir sur case blanche g6 · Dame noire sur case blanche f5 · Pion noir sur case blanche h5 · Dame blanche sur case noire d4 · Cavalier blanc sur case blanche d3 · Pion blanc sur case noire e3 · Pion blanc sur case blanche h3 · Roi blanc sur case blanche e2 · Pion blanc sur case noire f2 · Fou blanc sur case blanche d1 | Fou noir sur case noire c7 · Tour noire sur case noire e7 · Roi noir sur case blanche h7 · Pion blanc sur case blanche c6 · Pion noir sur case blanche g6 · Dame noire sur case blanche f5 · Pion noir sur case blanche h5 · Dame blanche sur case noire d4 · Cavalier blanc sur case blanche d3 · Pion blanc sur case noire e3 · Pion blanc sur case blanche h3 · Roi blanc sur case blanche e2 · Pion blanc sur case noire f2 · Fou blanc sur case blanche d1 | Fou noir sur case noire c7 · Tour noire sur case noire e7 · Roi noir sur case blanche h7 · Pion blanc sur case blanche c6 · Pion noir sur case blanche g6 · Dame noire sur case blanche f5 · Pion noir sur case blanche h5 · Dame blanche sur case noire d4 · Cavalier blanc sur case blanche d3 · Pion blanc sur case noire e3 · Pion blanc sur case blanche h3 · Roi blanc sur case blanche e2 · Pion blanc sur case noire f2 · Fou blanc sur case blanche d1 | Fou noir sur case noire c7 · Tour noire sur case noire e7 · Roi noir sur case blanche h7 · Pion blanc sur case blanche c6 · Pion noir sur case blanche g6 · Dame noire sur case blanche f5 · Pion noir sur case blanche h5 · Dame blanche sur case noire d4 · Cavalier blanc sur case blanche d3 · Pion blanc sur case noire e3 · Pion blanc sur case blanche h3 · Roi blanc sur case blanche e2 · Pion blanc sur case noire f2 · Fou blanc sur case blanche d1 | Fou noir sur case noire c7 · Tour noire sur case noire e7 · Roi noir sur case blanche h7 · Pion blanc sur case blanche c6 · Pion noir sur case blanche g6 · Dame noire sur case blanche f5 · Pion noir sur case blanche h5 · Dame blanche sur case noire d4 · Cavalier blanc sur case blanche d3 · Pion blanc sur case noire e3 · Pion blanc sur case blanche h3 · Roi blanc sur case blanche e2 · Pion blanc sur case noire f2 · Fou blanc sur case blanche d1 | Fou noir sur case noire c7 · Tour noire sur case noire e7 · Roi noir sur case blanche h7 · Pion blanc sur case blanche c6 · Pion noir sur case blanche g6 · Dame noire sur case blanche f5 · Pion noir sur case blanche h5 · Dame blanche sur case noire d4 · Cavalier blanc sur case blanche d3 · Pion blanc sur case noire e3 · Pion blanc sur case blanche h3 · Roi blanc sur case blanche e2 · Pion blanc sur case noire f2 · Fou blanc sur case blanche d1 | 5 |
| 4 | Fou noir sur case noire c7 · Tour noire sur case noire e7 · Roi noir sur case blanche h7 · Pion blanc sur case blanche c6 · Pion noir sur case blanche g6 · Dame noire sur case blanche f5 · Pion noir sur case blanche h5 · Dame blanche sur case noire d4 · Cavalier blanc sur case blanche d3 · Pion blanc sur case noire e3 · Pion blanc sur case blanche h3 · Roi blanc sur case blanche e2 · Pion blanc sur case noire f2 · Fou blanc sur case blanche d1 | Fou noir sur case noire c7 · Tour noire sur case noire e7 · Roi noir sur case blanche h7 · Pion blanc sur case blanche c6 · Pion noir sur case blanche g6 · Dame noire sur case blanche f5 · Pion noir sur case blanche h5 · Dame blanche sur case noire d4 · Cavalier blanc sur case blanche d3 · Pion blanc sur case noire e3 · Pion blanc sur case blanche h3 · Roi blanc sur case blanche e2 · Pion blanc sur case noire f2 · Fou blanc sur case blanche d1 | Fou noir sur case noire c7 · Tour noire sur case noire e7 · Roi noir sur case blanche h7 · Pion blanc sur case blanche c6 · Pion noir sur case blanche g6 · Dame noire sur case blanche f5 · Pion noir sur case blanche h5 · Dame blanche sur case noire d4 · Cavalier blanc sur case blanche d3 · Pion blanc sur case noire e3 · Pion blanc sur case blanche h3 · Roi blanc sur case blanche e2 · Pion blanc sur case noire f2 · Fou blanc sur case blanche d1 | Fou noir sur case noire c7 · Tour noire sur case noire e7 · Roi noir sur case blanche h7 · Pion blanc sur case blanche c6 · Pion noir sur case blanche g6 · Dame noire sur case blanche f5 · Pion noir sur case blanche h5 · Dame blanche sur case noire d4 · Cavalier blanc sur case blanche d3 · Pion blanc sur case noire e3 · Pion blanc sur case blanche h3 · Roi blanc sur case blanche e2 · Pion blanc sur case noire f2 · Fou blanc sur case blanche d1 | Fou noir sur case noire c7 · Tour noire sur case noire e7 · Roi noir sur case blanche h7 · Pion blanc sur case blanche c6 · Pion noir sur case blanche g6 · Dame noire sur case blanche f5 · Pion noir sur case blanche h5 · Dame blanche sur case noire d4 · Cavalier blanc sur case blanche d3 · Pion blanc sur case noire e3 · Pion blanc sur case blanche h3 · Roi blanc sur case blanche e2 · Pion blanc sur case noire f2 · Fou blanc sur case blanche d1 | Fou noir sur case noire c7 · Tour noire sur case noire e7 · Roi noir sur case blanche h7 · Pion blanc sur case blanche c6 · Pion noir sur case blanche g6 · Dame noire sur case blanche f5 · Pion noir sur case blanche h5 · Dame blanche sur case noire d4 · Cavalier blanc sur case blanche d3 · Pion blanc sur case noire e3 · Pion blanc sur case blanche h3 · Roi blanc sur case blanche e2 · Pion blanc sur case noire f2 · Fou blanc sur case blanche d1 | Fou noir sur case noire c7 · Tour noire sur case noire e7 · Roi noir sur case blanche h7 · Pion blanc sur case blanche c6 · Pion noir sur case blanche g6 · Dame noire sur case blanche f5 · Pion noir sur case blanche h5 · Dame blanche sur case noire d4 · Cavalier blanc sur case blanche d3 · Pion blanc sur case noire e3 · Pion blanc sur case blanche h3 · Roi blanc sur case blanche e2 · Pion blanc sur case noire f2 · Fou blanc sur case blanche d1 | Fou noir sur case noire c7 · Tour noire sur case noire e7 · Roi noir sur case blanche h7 · Pion blanc sur case blanche c6 · Pion noir sur case blanche g6 · Dame noire sur case blanche f5 · Pion noir sur case blanche h5 · Dame blanche sur case noire d4 · Cavalier blanc sur case blanche d3 · Pion blanc sur case noire e3 · Pion blanc sur case blanche h3 · Roi blanc sur case blanche e2 · Pion blanc sur case noire f2 · Fou blanc sur case blanche d1 | 4 |
| 3 | Fou noir sur case noire c7 · Tour noire sur case noire e7 · Roi noir sur case blanche h7 · Pion blanc sur case blanche c6 · Pion noir sur case blanche g6 · Dame noire sur case blanche f5 · Pion noir sur case blanche h5 · Dame blanche sur case noire d4 · Cavalier blanc sur case blanche d3 · Pion blanc sur case noire e3 · Pion blanc sur case blanche h3 · Roi blanc sur case blanche e2 · Pion blanc sur case noire f2 · Fou blanc sur case blanche d1 | Fou noir sur case noire c7 · Tour noire sur case noire e7 · Roi noir sur case blanche h7 · Pion blanc sur case blanche c6 · Pion noir sur case blanche g6 · Dame noire sur case blanche f5 · Pion noir sur case blanche h5 · Dame blanche sur case noire d4 · Cavalier blanc sur case blanche d3 · Pion blanc sur case noire e3 · Pion blanc sur case blanche h3 · Roi blanc sur case blanche e2 · Pion blanc sur case noire f2 · Fou blanc sur case blanche d1 | Fou noir sur case noire c7 · Tour noire sur case noire e7 · Roi noir sur case blanche h7 · Pion blanc sur case blanche c6 · Pion noir sur case blanche g6 · Dame noire sur case blanche f5 · Pion noir sur case blanche h5 · Dame blanche sur case noire d4 · Cavalier blanc sur case blanche d3 · Pion blanc sur case noire e3 · Pion blanc sur case blanche h3 · Roi blanc sur case blanche e2 · Pion blanc sur case noire f2 · Fou blanc sur case blanche d1 | Fou noir sur case noire c7 · Tour noire sur case noire e7 · Roi noir sur case blanche h7 · Pion blanc sur case blanche c6 · Pion noir sur case blanche g6 · Dame noire sur case blanche f5 · Pion noir sur case blanche h5 · Dame blanche sur case noire d4 · Cavalier blanc sur case blanche d3 · Pion blanc sur case noire e3 · Pion blanc sur case blanche h3 · Roi blanc sur case blanche e2 · Pion blanc sur case noire f2 · Fou blanc sur case blanche d1 | Fou noir sur case noire c7 · Tour noire sur case noire e7 · Roi noir sur case blanche h7 · Pion blanc sur case blanche c6 · Pion noir sur case blanche g6 · Dame noire sur case blanche f5 · Pion noir sur case blanche h5 · Dame blanche sur case noire d4 · Cavalier blanc sur case blanche d3 · Pion blanc sur case noire e3 · Pion blanc sur case blanche h3 · Roi blanc sur case blanche e2 · Pion blanc sur case noire f2 · Fou blanc sur case blanche d1 | Fou noir sur case noire c7 · Tour noire sur case noire e7 · Roi noir sur case blanche h7 · Pion blanc sur case blanche c6 · Pion noir sur case blanche g6 · Dame noire sur case blanche f5 · Pion noir sur case blanche h5 · Dame blanche sur case noire d4 · Cavalier blanc sur case blanche d3 · Pion blanc sur case noire e3 · Pion blanc sur case blanche h3 · Roi blanc sur case blanche e2 · Pion blanc sur case noire f2 · Fou blanc sur case blanche d1 | Fou noir sur case noire c7 · Tour noire sur case noire e7 · Roi noir sur case blanche h7 · Pion blanc sur case blanche c6 · Pion noir sur case blanche g6 · Dame noire sur case blanche f5 · Pion noir sur case blanche h5 · Dame blanche sur case noire d4 · Cavalier blanc sur case blanche d3 · Pion blanc sur case noire e3 · Pion blanc sur case blanche h3 · Roi blanc sur case blanche e2 · Pion blanc sur case noire f2 · Fou blanc sur case blanche d1 | Fou noir sur case noire c7 · Tour noire sur case noire e7 · Roi noir sur case blanche h7 · Pion blanc sur case blanche c6 · Pion noir sur case blanche g6 · Dame noire sur case blanche f5 · Pion noir sur case blanche h5 · Dame blanche sur case noire d4 · Cavalier blanc sur case blanche d3 · Pion blanc sur case noire e3 · Pion blanc sur case blanche h3 · Roi blanc sur case blanche e2 · Pion blanc sur case noire f2 · Fou blanc sur case blanche d1 | 3 |
| 2 | Fou noir sur case noire c7 · Tour noire sur case noire e7 · Roi noir sur case blanche h7 · Pion blanc sur case blanche c6 · Pion noir sur case blanche g6 · Dame noire sur case blanche f5 · Pion noir sur case blanche h5 · Dame blanche sur case noire d4 · Cavalier blanc sur case blanche d3 · Pion blanc sur case noire e3 · Pion blanc sur case blanche h3 · Roi blanc sur case blanche e2 · Pion blanc sur case noire f2 · Fou blanc sur case blanche d1 | Fou noir sur case noire c7 · Tour noire sur case noire e7 · Roi noir sur case blanche h7 · Pion blanc sur case blanche c6 · Pion noir sur case blanche g6 · Dame noire sur case blanche f5 · Pion noir sur case blanche h5 · Dame blanche sur case noire d4 · Cavalier blanc sur case blanche d3 · Pion blanc sur case noire e3 · Pion blanc sur case blanche h3 · Roi blanc sur case blanche e2 · Pion blanc sur case noire f2 · Fou blanc sur case blanche d1 | Fou noir sur case noire c7 · Tour noire sur case noire e7 · Roi noir sur case blanche h7 · Pion blanc sur case blanche c6 · Pion noir sur case blanche g6 · Dame noire sur case blanche f5 · Pion noir sur case blanche h5 · Dame blanche sur case noire d4 · Cavalier blanc sur case blanche d3 · Pion blanc sur case noire e3 · Pion blanc sur case blanche h3 · Roi blanc sur case blanche e2 · Pion blanc sur case noire f2 · Fou blanc sur case blanche d1 | Fou noir sur case noire c7 · Tour noire sur case noire e7 · Roi noir sur case blanche h7 · Pion blanc sur case blanche c6 · Pion noir sur case blanche g6 · Dame noire sur case blanche f5 · Pion noir sur case blanche h5 · Dame blanche sur case noire d4 · Cavalier blanc sur case blanche d3 · Pion blanc sur case noire e3 · Pion blanc sur case blanche h3 · Roi blanc sur case blanche e2 · Pion blanc sur case noire f2 · Fou blanc sur case blanche d1 | Fou noir sur case noire c7 · Tour noire sur case noire e7 · Roi noir sur case blanche h7 · Pion blanc sur case blanche c6 · Pion noir sur case blanche g6 · Dame noire sur case blanche f5 · Pion noir sur case blanche h5 · Dame blanche sur case noire d4 · Cavalier blanc sur case blanche d3 · Pion blanc sur case noire e3 · Pion blanc sur case blanche h3 · Roi blanc sur case blanche e2 · Pion blanc sur case noire f2 · Fou blanc sur case blanche d1 | Fou noir sur case noire c7 · Tour noire sur case noire e7 · Roi noir sur case blanche h7 · Pion blanc sur case blanche c6 · Pion noir sur case blanche g6 · Dame noire sur case blanche f5 · Pion noir sur case blanche h5 · Dame blanche sur case noire d4 · Cavalier blanc sur case blanche d3 · Pion blanc sur case noire e3 · Pion blanc sur case blanche h3 · Roi blanc sur case blanche e2 · Pion blanc sur case noire f2 · Fou blanc sur case blanche d1 | Fou noir sur case noire c7 · Tour noire sur case noire e7 · Roi noir sur case blanche h7 · Pion blanc sur case blanche c6 · Pion noir sur case blanche g6 · Dame noire sur case blanche f5 · Pion noir sur case blanche h5 · Dame blanche sur case noire d4 · Cavalier blanc sur case blanche d3 · Pion blanc sur case noire e3 · Pion blanc sur case blanche h3 · Roi blanc sur case blanche e2 · Pion blanc sur case noire f2 · Fou blanc sur case blanche d1 | Fou noir sur case noire c7 · Tour noire sur case noire e7 · Roi noir sur case blanche h7 · Pion blanc sur case blanche c6 · Pion noir sur case blanche g6 · Dame noire sur case blanche f5 · Pion noir sur case blanche h5 · Dame blanche sur case noire d4 · Cavalier blanc sur case blanche d3 · Pion blanc sur case noire e3 · Pion blanc sur case blanche h3 · Roi blanc sur case blanche e2 · Pion blanc sur case noire f2 · Fou blanc sur case blanche d1 | 2 |
| 1 | Fou noir sur case noire c7 · Tour noire sur case noire e7 · Roi noir sur case blanche h7 · Pion blanc sur case blanche c6 · Pion noir sur case blanche g6 · Dame noire sur case blanche f5 · Pion noir sur case blanche h5 · Dame blanche sur case noire d4 · Cavalier blanc sur case blanche d3 · Pion blanc sur case noire e3 · Pion blanc sur case blanche h3 · Roi blanc sur case blanche e2 · Pion blanc sur case noire f2 · Fou blanc sur case blanche d1 | Fou noir sur case noire c7 · Tour noire sur case noire e7 · Roi noir sur case blanche h7 · Pion blanc sur case blanche c6 · Pion noir sur case blanche g6 · Dame noire sur case blanche f5 · Pion noir sur case blanche h5 · Dame blanche sur case noire d4 · Cavalier blanc sur case blanche d3 · Pion blanc sur case noire e3 · Pion blanc sur case blanche h3 · Roi blanc sur case blanche e2 · Pion blanc sur case noire f2 · Fou blanc sur case blanche d1 | Fou noir sur case noire c7 · Tour noire sur case noire e7 · Roi noir sur case blanche h7 · Pion blanc sur case blanche c6 · Pion noir sur case blanche g6 · Dame noire sur case blanche f5 · Pion noir sur case blanche h5 · Dame blanche sur case noire d4 · Cavalier blanc sur case blanche d3 · Pion blanc sur case noire e3 · Pion blanc sur case blanche h3 · Roi blanc sur case blanche e2 · Pion blanc sur case noire f2 · Fou blanc sur case blanche d1 | Fou noir sur case noire c7 · Tour noire sur case noire e7 · Roi noir sur case blanche h7 · Pion blanc sur case blanche c6 · Pion noir sur case blanche g6 · Dame noire sur case blanche f5 · Pion noir sur case blanche h5 · Dame blanche sur case noire d4 · Cavalier blanc sur case blanche d3 · Pion blanc sur case noire e3 · Pion blanc sur case blanche h3 · Roi blanc sur case blanche e2 · Pion blanc sur case noire f2 · Fou blanc sur case blanche d1 | Fou noir sur case noire c7 · Tour noire sur case noire e7 · Roi noir sur case blanche h7 · Pion blanc sur case blanche c6 · Pion noir sur case blanche g6 · Dame noire sur case blanche f5 · Pion noir sur case blanche h5 · Dame blanche sur case noire d4 · Cavalier blanc sur case blanche d3 · Pion blanc sur case noire e3 · Pion blanc sur case blanche h3 · Roi blanc sur case blanche e2 · Pion blanc sur case noire f2 · Fou blanc sur case blanche d1 | Fou noir sur case noire c7 · Tour noire sur case noire e7 · Roi noir sur case blanche h7 · Pion blanc sur case blanche c6 · Pion noir sur case blanche g6 · Dame noire sur case blanche f5 · Pion noir sur case blanche h5 · Dame blanche sur case noire d4 · Cavalier blanc sur case blanche d3 · Pion blanc sur case noire e3 · Pion blanc sur case blanche h3 · Roi blanc sur case blanche e2 · Pion blanc sur case noire f2 · Fou blanc sur case blanche d1 | Fou noir sur case noire c7 · Tour noire sur case noire e7 · Roi noir sur case blanche h7 · Pion blanc sur case blanche c6 · Pion noir sur case blanche g6 · Dame noire sur case blanche f5 · Pion noir sur case blanche h5 · Dame blanche sur case noire d4 · Cavalier blanc sur case blanche d3 · Pion blanc sur case noire e3 · Pion blanc sur case blanche h3 · Roi blanc sur case blanche e2 · Pion blanc sur case noire f2 · Fou blanc sur case blanche d1 | Fou noir sur case noire c7 · Tour noire sur case noire e7 · Roi noir sur case blanche h7 · Pion blanc sur case blanche c6 · Pion noir sur case blanche g6 · Dame noire sur case blanche f5 · Pion noir sur case blanche h5 · Dame blanche sur case noire d4 · Cavalier blanc sur case blanche d3 · Pion blanc sur case noire e3 · Pion blanc sur case blanche h3 · Roi blanc sur case blanche e2 · Pion blanc sur case noire f2 · Fou blanc sur case blanche d1 | 1 |
|   | a | b | c | d | e | f | g | h |   |

|   | a | b | c | d | e | f | g | h |   |
| 8 | Tour blanche sur case blanche h7 · Tour noire sur case blanche a6 · Pion blanc sur case blanche a4 · Cavalier noir sur case blanche e4 · Tour blanche sur case noire a3 · Cavalier noir sur case noire d2 · Roi noir sur case blanche e2 · Pion blanc sur case blanche g2 · Pion blanc sur case noire h2 · Roi blanc sur case noire g1 | Tour blanche sur case blanche h7 · Tour noire sur case blanche a6 · Pion blanc sur case blanche a4 · Cavalier noir sur case blanche e4 · Tour blanche sur case noire a3 · Cavalier noir sur case noire d2 · Roi noir sur case blanche e2 · Pion blanc sur case blanche g2 · Pion blanc sur case noire h2 · Roi blanc sur case noire g1 | Tour blanche sur case blanche h7 · Tour noire sur case blanche a6 · Pion blanc sur case blanche a4 · Cavalier noir sur case blanche e4 · Tour blanche sur case noire a3 · Cavalier noir sur case noire d2 · Roi noir sur case blanche e2 · Pion blanc sur case blanche g2 · Pion blanc sur case noire h2 · Roi blanc sur case noire g1 | Tour blanche sur case blanche h7 · Tour noire sur case blanche a6 · Pion blanc sur case blanche a4 · Cavalier noir sur case blanche e4 · Tour blanche sur case noire a3 · Cavalier noir sur case noire d2 · Roi noir sur case blanche e2 · Pion blanc sur case blanche g2 · Pion blanc sur case noire h2 · Roi blanc sur case noire g1 | Tour blanche sur case blanche h7 · Tour noire sur case blanche a6 · Pion blanc sur case blanche a4 · Cavalier noir sur case blanche e4 · Tour blanche sur case noire a3 · Cavalier noir sur case noire d2 · Roi noir sur case blanche e2 · Pion blanc sur case blanche g2 · Pion blanc sur case noire h2 · Roi blanc sur case noire g1 | Tour blanche sur case blanche h7 · Tour noire sur case blanche a6 · Pion blanc sur case blanche a4 · Cavalier noir sur case blanche e4 · Tour blanche sur case noire a3 · Cavalier noir sur case noire d2 · Roi noir sur case blanche e2 · Pion blanc sur case blanche g2 · Pion blanc sur case noire h2 · Roi blanc sur case noire g1 | Tour blanche sur case blanche h7 · Tour noire sur case blanche a6 · Pion blanc sur case blanche a4 · Cavalier noir sur case blanche e4 · Tour blanche sur case noire a3 · Cavalier noir sur case noire d2 · Roi noir sur case blanche e2 · Pion blanc sur case blanche g2 · Pion blanc sur case noire h2 · Roi blanc sur case noire g1 | Tour blanche sur case blanche h7 · Tour noire sur case blanche a6 · Pion blanc sur case blanche a4 · Cavalier noir sur case blanche e4 · Tour blanche sur case noire a3 · Cavalier noir sur case noire d2 · Roi noir sur case blanche e2 · Pion blanc sur case blanche g2 · Pion blanc sur case noire h2 · Roi blanc sur case noire g1 | 8 |
| 7 | Tour blanche sur case blanche h7 · Tour noire sur case blanche a6 · Pion blanc sur case blanche a4 · Cavalier noir sur case blanche e4 · Tour blanche sur case noire a3 · Cavalier noir sur case noire d2 · Roi noir sur case blanche e2 · Pion blanc sur case blanche g2 · Pion blanc sur case noire h2 · Roi blanc sur case noire g1 | Tour blanche sur case blanche h7 · Tour noire sur case blanche a6 · Pion blanc sur case blanche a4 · Cavalier noir sur case blanche e4 · Tour blanche sur case noire a3 · Cavalier noir sur case noire d2 · Roi noir sur case blanche e2 · Pion blanc sur case blanche g2 · Pion blanc sur case noire h2 · Roi blanc sur case noire g1 | Tour blanche sur case blanche h7 · Tour noire sur case blanche a6 · Pion blanc sur case blanche a4 · Cavalier noir sur case blanche e4 · Tour blanche sur case noire a3 · Cavalier noir sur case noire d2 · Roi noir sur case blanche e2 · Pion blanc sur case blanche g2 · Pion blanc sur case noire h2 · Roi blanc sur case noire g1 | Tour blanche sur case blanche h7 · Tour noire sur case blanche a6 · Pion blanc sur case blanche a4 · Cavalier noir sur case blanche e4 · Tour blanche sur case noire a3 · Cavalier noir sur case noire d2 · Roi noir sur case blanche e2 · Pion blanc sur case blanche g2 · Pion blanc sur case noire h2 · Roi blanc sur case noire g1 | Tour blanche sur case blanche h7 · Tour noire sur case blanche a6 · Pion blanc sur case blanche a4 · Cavalier noir sur case blanche e4 · Tour blanche sur case noire a3 · Cavalier noir sur case noire d2 · Roi noir sur case blanche e2 · Pion blanc sur case blanche g2 · Pion blanc sur case noire h2 · Roi blanc sur case noire g1 | Tour blanche sur case blanche h7 · Tour noire sur case blanche a6 · Pion blanc sur case blanche a4 · Cavalier noir sur case blanche e4 · Tour blanche sur case noire a3 · Cavalier noir sur case noire d2 · Roi noir sur case blanche e2 · Pion blanc sur case blanche g2 · Pion blanc sur case noire h2 · Roi blanc sur case noire g1 | Tour blanche sur case blanche h7 · Tour noire sur case blanche a6 · Pion blanc sur case blanche a4 · Cavalier noir sur case blanche e4 · Tour blanche sur case noire a3 · Cavalier noir sur case noire d2 · Roi noir sur case blanche e2 · Pion blanc sur case blanche g2 · Pion blanc sur case noire h2 · Roi blanc sur case noire g1 | Tour blanche sur case blanche h7 · Tour noire sur case blanche a6 · Pion blanc sur case blanche a4 · Cavalier noir sur case blanche e4 · Tour blanche sur case noire a3 · Cavalier noir sur case noire d2 · Roi noir sur case blanche e2 · Pion blanc sur case blanche g2 · Pion blanc sur case noire h2 · Roi blanc sur case noire g1 | 7 |
| 6 | Tour blanche sur case blanche h7 · Tour noire sur case blanche a6 · Pion blanc sur case blanche a4 · Cavalier noir sur case blanche e4 · Tour blanche sur case noire a3 · Cavalier noir sur case noire d2 · Roi noir sur case blanche e2 · Pion blanc sur case blanche g2 · Pion blanc sur case noire h2 · Roi blanc sur case noire g1 | Tour blanche sur case blanche h7 · Tour noire sur case blanche a6 · Pion blanc sur case blanche a4 · Cavalier noir sur case blanche e4 · Tour blanche sur case noire a3 · Cavalier noir sur case noire d2 · Roi noir sur case blanche e2 · Pion blanc sur case blanche g2 · Pion blanc sur case noire h2 · Roi blanc sur case noire g1 | Tour blanche sur case blanche h7 · Tour noire sur case blanche a6 · Pion blanc sur case blanche a4 · Cavalier noir sur case blanche e4 · Tour blanche sur case noire a3 · Cavalier noir sur case noire d2 · Roi noir sur case blanche e2 · Pion blanc sur case blanche g2 · Pion blanc sur case noire h2 · Roi blanc sur case noire g1 | Tour blanche sur case blanche h7 · Tour noire sur case blanche a6 · Pion blanc sur case blanche a4 · Cavalier noir sur case blanche e4 · Tour blanche sur case noire a3 · Cavalier noir sur case noire d2 · Roi noir sur case blanche e2 · Pion blanc sur case blanche g2 · Pion blanc sur case noire h2 · Roi blanc sur case noire g1 | Tour blanche sur case blanche h7 · Tour noire sur case blanche a6 · Pion blanc sur case blanche a4 · Cavalier noir sur case blanche e4 · Tour blanche sur case noire a3 · Cavalier noir sur case noire d2 · Roi noir sur case blanche e2 · Pion blanc sur case blanche g2 · Pion blanc sur case noire h2 · Roi blanc sur case noire g1 | Tour blanche sur case blanche h7 · Tour noire sur case blanche a6 · Pion blanc sur case blanche a4 · Cavalier noir sur case blanche e4 · Tour blanche sur case noire a3 · Cavalier noir sur case noire d2 · Roi noir sur case blanche e2 · Pion blanc sur case blanche g2 · Pion blanc sur case noire h2 · Roi blanc sur case noire g1 | Tour blanche sur case blanche h7 · Tour noire sur case blanche a6 · Pion blanc sur case blanche a4 · Cavalier noir sur case blanche e4 · Tour blanche sur case noire a3 · Cavalier noir sur case noire d2 · Roi noir sur case blanche e2 · Pion blanc sur case blanche g2 · Pion blanc sur case noire h2 · Roi blanc sur case noire g1 | Tour blanche sur case blanche h7 · Tour noire sur case blanche a6 · Pion blanc sur case blanche a4 · Cavalier noir sur case blanche e4 · Tour blanche sur case noire a3 · Cavalier noir sur case noire d2 · Roi noir sur case blanche e2 · Pion blanc sur case blanche g2 · Pion blanc sur case noire h2 · Roi blanc sur case noire g1 | 6 |
| 5 | Tour blanche sur case blanche h7 · Tour noire sur case blanche a6 · Pion blanc sur case blanche a4 · Cavalier noir sur case blanche e4 · Tour blanche sur case noire a3 · Cavalier noir sur case noire d2 · Roi noir sur case blanche e2 · Pion blanc sur case blanche g2 · Pion blanc sur case noire h2 · Roi blanc sur case noire g1 | Tour blanche sur case blanche h7 · Tour noire sur case blanche a6 · Pion blanc sur case blanche a4 · Cavalier noir sur case blanche e4 · Tour blanche sur case noire a3 · Cavalier noir sur case noire d2 · Roi noir sur case blanche e2 · Pion blanc sur case blanche g2 · Pion blanc sur case noire h2 · Roi blanc sur case noire g1 | Tour blanche sur case blanche h7 · Tour noire sur case blanche a6 · Pion blanc sur case blanche a4 · Cavalier noir sur case blanche e4 · Tour blanche sur case noire a3 · Cavalier noir sur case noire d2 · Roi noir sur case blanche e2 · Pion blanc sur case blanche g2 · Pion blanc sur case noire h2 · Roi blanc sur case noire g1 | Tour blanche sur case blanche h7 · Tour noire sur case blanche a6 · Pion blanc sur case blanche a4 · Cavalier noir sur case blanche e4 · Tour blanche sur case noire a3 · Cavalier noir sur case noire d2 · Roi noir sur case blanche e2 · Pion blanc sur case blanche g2 · Pion blanc sur case noire h2 · Roi blanc sur case noire g1 | Tour blanche sur case blanche h7 · Tour noire sur case blanche a6 · Pion blanc sur case blanche a4 · Cavalier noir sur case blanche e4 · Tour blanche sur case noire a3 · Cavalier noir sur case noire d2 · Roi noir sur case blanche e2 · Pion blanc sur case blanche g2 · Pion blanc sur case noire h2 · Roi blanc sur case noire g1 | Tour blanche sur case blanche h7 · Tour noire sur case blanche a6 · Pion blanc sur case blanche a4 · Cavalier noir sur case blanche e4 · Tour blanche sur case noire a3 · Cavalier noir sur case noire d2 · Roi noir sur case blanche e2 · Pion blanc sur case blanche g2 · Pion blanc sur case noire h2 · Roi blanc sur case noire g1 | Tour blanche sur case blanche h7 · Tour noire sur case blanche a6 · Pion blanc sur case blanche a4 · Cavalier noir sur case blanche e4 · Tour blanche sur case noire a3 · Cavalier noir sur case noire d2 · Roi noir sur case blanche e2 · Pion blanc sur case blanche g2 · Pion blanc sur case noire h2 · Roi blanc sur case noire g1 | Tour blanche sur case blanche h7 · Tour noire sur case blanche a6 · Pion blanc sur case blanche a4 · Cavalier noir sur case blanche e4 · Tour blanche sur case noire a3 · Cavalier noir sur case noire d2 · Roi noir sur case blanche e2 · Pion blanc sur case blanche g2 · Pion blanc sur case noire h2 · Roi blanc sur case noire g1 | 5 |
| 4 | Tour blanche sur case blanche h7 · Tour noire sur case blanche a6 · Pion blanc sur case blanche a4 · Cavalier noir sur case blanche e4 · Tour blanche sur case noire a3 · Cavalier noir sur case noire d2 · Roi noir sur case blanche e2 · Pion blanc sur case blanche g2 · Pion blanc sur case noire h2 · Roi blanc sur case noire g1 | Tour blanche sur case blanche h7 · Tour noire sur case blanche a6 · Pion blanc sur case blanche a4 · Cavalier noir sur case blanche e4 · Tour blanche sur case noire a3 · Cavalier noir sur case noire d2 · Roi noir sur case blanche e2 · Pion blanc sur case blanche g2 · Pion blanc sur case noire h2 · Roi blanc sur case noire g1 | Tour blanche sur case blanche h7 · Tour noire sur case blanche a6 · Pion blanc sur case blanche a4 · Cavalier noir sur case blanche e4 · Tour blanche sur case noire a3 · Cavalier noir sur case noire d2 · Roi noir sur case blanche e2 · Pion blanc sur case blanche g2 · Pion blanc sur case noire h2 · Roi blanc sur case noire g1 | Tour blanche sur case blanche h7 · Tour noire sur case blanche a6 · Pion blanc sur case blanche a4 · Cavalier noir sur case blanche e4 · Tour blanche sur case noire a3 · Cavalier noir sur case noire d2 · Roi noir sur case blanche e2 · Pion blanc sur case blanche g2 · Pion blanc sur case noire h2 · Roi blanc sur case noire g1 | Tour blanche sur case blanche h7 · Tour noire sur case blanche a6 · Pion blanc sur case blanche a4 · Cavalier noir sur case blanche e4 · Tour blanche sur case noire a3 · Cavalier noir sur case noire d2 · Roi noir sur case blanche e2 · Pion blanc sur case blanche g2 · Pion blanc sur case noire h2 · Roi blanc sur case noire g1 | Tour blanche sur case blanche h7 · Tour noire sur case blanche a6 · Pion blanc sur case blanche a4 · Cavalier noir sur case blanche e4 · Tour blanche sur case noire a3 · Cavalier noir sur case noire d2 · Roi noir sur case blanche e2 · Pion blanc sur case blanche g2 · Pion blanc sur case noire h2 · Roi blanc sur case noire g1 | Tour blanche sur case blanche h7 · Tour noire sur case blanche a6 · Pion blanc sur case blanche a4 · Cavalier noir sur case blanche e4 · Tour blanche sur case noire a3 · Cavalier noir sur case noire d2 · Roi noir sur case blanche e2 · Pion blanc sur case blanche g2 · Pion blanc sur case noire h2 · Roi blanc sur case noire g1 | Tour blanche sur case blanche h7 · Tour noire sur case blanche a6 · Pion blanc sur case blanche a4 · Cavalier noir sur case blanche e4 · Tour blanche sur case noire a3 · Cavalier noir sur case noire d2 · Roi noir sur case blanche e2 · Pion blanc sur case blanche g2 · Pion blanc sur case noire h2 · Roi blanc sur case noire g1 | 4 |
| 3 | Tour blanche sur case blanche h7 · Tour noire sur case blanche a6 · Pion blanc sur case blanche a4 · Cavalier noir sur case blanche e4 · Tour blanche sur case noire a3 · Cavalier noir sur case noire d2 · Roi noir sur case blanche e2 · Pion blanc sur case blanche g2 · Pion blanc sur case noire h2 · Roi blanc sur case noire g1 | Tour blanche sur case blanche h7 · Tour noire sur case blanche a6 · Pion blanc sur case blanche a4 · Cavalier noir sur case blanche e4 · Tour blanche sur case noire a3 · Cavalier noir sur case noire d2 · Roi noir sur case blanche e2 · Pion blanc sur case blanche g2 · Pion blanc sur case noire h2 · Roi blanc sur case noire g1 | Tour blanche sur case blanche h7 · Tour noire sur case blanche a6 · Pion blanc sur case blanche a4 · Cavalier noir sur case blanche e4 · Tour blanche sur case noire a3 · Cavalier noir sur case noire d2 · Roi noir sur case blanche e2 · Pion blanc sur case blanche g2 · Pion blanc sur case noire h2 · Roi blanc sur case noire g1 | Tour blanche sur case blanche h7 · Tour noire sur case blanche a6 · Pion blanc sur case blanche a4 · Cavalier noir sur case blanche e4 · Tour blanche sur case noire a3 · Cavalier noir sur case noire d2 · Roi noir sur case blanche e2 · Pion blanc sur case blanche g2 · Pion blanc sur case noire h2 · Roi blanc sur case noire g1 | Tour blanche sur case blanche h7 · Tour noire sur case blanche a6 · Pion blanc sur case blanche a4 · Cavalier noir sur case blanche e4 · Tour blanche sur case noire a3 · Cavalier noir sur case noire d2 · Roi noir sur case blanche e2 · Pion blanc sur case blanche g2 · Pion blanc sur case noire h2 · Roi blanc sur case noire g1 | Tour blanche sur case blanche h7 · Tour noire sur case blanche a6 · Pion blanc sur case blanche a4 · Cavalier noir sur case blanche e4 · Tour blanche sur case noire a3 · Cavalier noir sur case noire d2 · Roi noir sur case blanche e2 · Pion blanc sur case blanche g2 · Pion blanc sur case noire h2 · Roi blanc sur case noire g1 | Tour blanche sur case blanche h7 · Tour noire sur case blanche a6 · Pion blanc sur case blanche a4 · Cavalier noir sur case blanche e4 · Tour blanche sur case noire a3 · Cavalier noir sur case noire d2 · Roi noir sur case blanche e2 · Pion blanc sur case blanche g2 · Pion blanc sur case noire h2 · Roi blanc sur case noire g1 | Tour blanche sur case blanche h7 · Tour noire sur case blanche a6 · Pion blanc sur case blanche a4 · Cavalier noir sur case blanche e4 · Tour blanche sur case noire a3 · Cavalier noir sur case noire d2 · Roi noir sur case blanche e2 · Pion blanc sur case blanche g2 · Pion blanc sur case noire h2 · Roi blanc sur case noire g1 | 3 |
| 2 | Tour blanche sur case blanche h7 · Tour noire sur case blanche a6 · Pion blanc sur case blanche a4 · Cavalier noir sur case blanche e4 · Tour blanche sur case noire a3 · Cavalier noir sur case noire d2 · Roi noir sur case blanche e2 · Pion blanc sur case blanche g2 · Pion blanc sur case noire h2 · Roi blanc sur case noire g1 | Tour blanche sur case blanche h7 · Tour noire sur case blanche a6 · Pion blanc sur case blanche a4 · Cavalier noir sur case blanche e4 · Tour blanche sur case noire a3 · Cavalier noir sur case noire d2 · Roi noir sur case blanche e2 · Pion blanc sur case blanche g2 · Pion blanc sur case noire h2 · Roi blanc sur case noire g1 | Tour blanche sur case blanche h7 · Tour noire sur case blanche a6 · Pion blanc sur case blanche a4 · Cavalier noir sur case blanche e4 · Tour blanche sur case noire a3 · Cavalier noir sur case noire d2 · Roi noir sur case blanche e2 · Pion blanc sur case blanche g2 · Pion blanc sur case noire h2 · Roi blanc sur case noire g1 | Tour blanche sur case blanche h7 · Tour noire sur case blanche a6 · Pion blanc sur case blanche a4 · Cavalier noir sur case blanche e4 · Tour blanche sur case noire a3 · Cavalier noir sur case noire d2 · Roi noir sur case blanche e2 · Pion blanc sur case blanche g2 · Pion blanc sur case noire h2 · Roi blanc sur case noire g1 | Tour blanche sur case blanche h7 · Tour noire sur case blanche a6 · Pion blanc sur case blanche a4 · Cavalier noir sur case blanche e4 · Tour blanche sur case noire a3 · Cavalier noir sur case noire d2 · Roi noir sur case blanche e2 · Pion blanc sur case blanche g2 · Pion blanc sur case noire h2 · Roi blanc sur case noire g1 | Tour blanche sur case blanche h7 · Tour noire sur case blanche a6 · Pion blanc sur case blanche a4 · Cavalier noir sur case blanche e4 · Tour blanche sur case noire a3 · Cavalier noir sur case noire d2 · Roi noir sur case blanche e2 · Pion blanc sur case blanche g2 · Pion blanc sur case noire h2 · Roi blanc sur case noire g1 | Tour blanche sur case blanche h7 · Tour noire sur case blanche a6 · Pion blanc sur case blanche a4 · Cavalier noir sur case blanche e4 · Tour blanche sur case noire a3 · Cavalier noir sur case noire d2 · Roi noir sur case blanche e2 · Pion blanc sur case blanche g2 · Pion blanc sur case noire h2 · Roi blanc sur case noire g1 | Tour blanche sur case blanche h7 · Tour noire sur case blanche a6 · Pion blanc sur case blanche a4 · Cavalier noir sur case blanche e4 · Tour blanche sur case noire a3 · Cavalier noir sur case noire d2 · Roi noir sur case blanche e2 · Pion blanc sur case blanche g2 · Pion blanc sur case noire h2 · Roi blanc sur case noire g1 | 2 |
| 1 | Tour blanche sur case blanche h7 · Tour noire sur case blanche a6 · Pion blanc sur case blanche a4 · Cavalier noir sur case blanche e4 · Tour blanche sur case noire a3 · Cavalier noir sur case noire d2 · Roi noir sur case blanche e2 · Pion blanc sur case blanche g2 · Pion blanc sur case noire h2 · Roi blanc sur case noire g1 | Tour blanche sur case blanche h7 · Tour noire sur case blanche a6 · Pion blanc sur case blanche a4 · Cavalier noir sur case blanche e4 · Tour blanche sur case noire a3 · Cavalier noir sur case noire d2 · Roi noir sur case blanche e2 · Pion blanc sur case blanche g2 · Pion blanc sur case noire h2 · Roi blanc sur case noire g1 | Tour blanche sur case blanche h7 · Tour noire sur case blanche a6 · Pion blanc sur case blanche a4 · Cavalier noir sur case blanche e4 · Tour blanche sur case noire a3 · Cavalier noir sur case noire d2 · Roi noir sur case blanche e2 · Pion blanc sur case blanche g2 · Pion blanc sur case noire h2 · Roi blanc sur case noire g1 | Tour blanche sur case blanche h7 · Tour noire sur case blanche a6 · Pion blanc sur case blanche a4 · Cavalier noir sur case blanche e4 · Tour blanche sur case noire a3 · Cavalier noir sur case noire d2 · Roi noir sur case blanche e2 · Pion blanc sur case blanche g2 · Pion blanc sur case noire h2 · Roi blanc sur case noire g1 | Tour blanche sur case blanche h7 · Tour noire sur case blanche a6 · Pion blanc sur case blanche a4 · Cavalier noir sur case blanche e4 · Tour blanche sur case noire a3 · Cavalier noir sur case noire d2 · Roi noir sur case blanche e2 · Pion blanc sur case blanche g2 · Pion blanc sur case noire h2 · Roi blanc sur case noire g1 | Tour blanche sur case blanche h7 · Tour noire sur case blanche a6 · Pion blanc sur case blanche a4 · Cavalier noir sur case blanche e4 · Tour blanche sur case noire a3 · Cavalier noir sur case noire d2 · Roi noir sur case blanche e2 · Pion blanc sur case blanche g2 · Pion blanc sur case noire h2 · Roi blanc sur case noire g1 | Tour blanche sur case blanche h7 · Tour noire sur case blanche a6 · Pion blanc sur case blanche a4 · Cavalier noir sur case blanche e4 · Tour blanche sur case noire a3 · Cavalier noir sur case noire d2 · Roi noir sur case blanche e2 · Pion blanc sur case blanche g2 · Pion blanc sur case noire h2 · Roi blanc sur case noire g1 | Tour blanche sur case blanche h7 · Tour noire sur case blanche a6 · Pion blanc sur case blanche a4 · Cavalier noir sur case blanche e4 · Tour blanche sur case noire a3 · Cavalier noir sur case noire d2 · Roi noir sur case blanche e2 · Pion blanc sur case blanche g2 · Pion blanc sur case noire h2 · Roi blanc sur case noire g1 | 1 |
|   | a | b | c | d | e | f | g | h |   |

|   | a | b | c | d | e | f | g | h |   |
| 8 | Roi noir sur case blanche c8 · Roi blanc sur case noire b6 · Pion noir sur case noire f6 · Pion noir sur case noire h6 · Pion noir sur case noire a5 · Pion blanc sur case noire c5 · Pion blanc sur case blanche f5 · Pion noir sur case noire b4 · Tour noire sur case blanche e4 · Tour blanche sur case noire g3 · Pion blanc sur case blanche h3 | Roi noir sur case blanche c8 · Roi blanc sur case noire b6 · Pion noir sur case noire f6 · Pion noir sur case noire h6 · Pion noir sur case noire a5 · Pion blanc sur case noire c5 · Pion blanc sur case blanche f5 · Pion noir sur case noire b4 · Tour noire sur case blanche e4 · Tour blanche sur case noire g3 · Pion blanc sur case blanche h3 | Roi noir sur case blanche c8 · Roi blanc sur case noire b6 · Pion noir sur case noire f6 · Pion noir sur case noire h6 · Pion noir sur case noire a5 · Pion blanc sur case noire c5 · Pion blanc sur case blanche f5 · Pion noir sur case noire b4 · Tour noire sur case blanche e4 · Tour blanche sur case noire g3 · Pion blanc sur case blanche h3 | Roi noir sur case blanche c8 · Roi blanc sur case noire b6 · Pion noir sur case noire f6 · Pion noir sur case noire h6 · Pion noir sur case noire a5 · Pion blanc sur case noire c5 · Pion blanc sur case blanche f5 · Pion noir sur case noire b4 · Tour noire sur case blanche e4 · Tour blanche sur case noire g3 · Pion blanc sur case blanche h3 | Roi noir sur case blanche c8 · Roi blanc sur case noire b6 · Pion noir sur case noire f6 · Pion noir sur case noire h6 · Pion noir sur case noire a5 · Pion blanc sur case noire c5 · Pion blanc sur case blanche f5 · Pion noir sur case noire b4 · Tour noire sur case blanche e4 · Tour blanche sur case noire g3 · Pion blanc sur case blanche h3 | Roi noir sur case blanche c8 · Roi blanc sur case noire b6 · Pion noir sur case noire f6 · Pion noir sur case noire h6 · Pion noir sur case noire a5 · Pion blanc sur case noire c5 · Pion blanc sur case blanche f5 · Pion noir sur case noire b4 · Tour noire sur case blanche e4 · Tour blanche sur case noire g3 · Pion blanc sur case blanche h3 | Roi noir sur case blanche c8 · Roi blanc sur case noire b6 · Pion noir sur case noire f6 · Pion noir sur case noire h6 · Pion noir sur case noire a5 · Pion blanc sur case noire c5 · Pion blanc sur case blanche f5 · Pion noir sur case noire b4 · Tour noire sur case blanche e4 · Tour blanche sur case noire g3 · Pion blanc sur case blanche h3 | Roi noir sur case blanche c8 · Roi blanc sur case noire b6 · Pion noir sur case noire f6 · Pion noir sur case noire h6 · Pion noir sur case noire a5 · Pion blanc sur case noire c5 · Pion blanc sur case blanche f5 · Pion noir sur case noire b4 · Tour noire sur case blanche e4 · Tour blanche sur case noire g3 · Pion blanc sur case blanche h3 | 8 |
| 7 | Roi noir sur case blanche c8 · Roi blanc sur case noire b6 · Pion noir sur case noire f6 · Pion noir sur case noire h6 · Pion noir sur case noire a5 · Pion blanc sur case noire c5 · Pion blanc sur case blanche f5 · Pion noir sur case noire b4 · Tour noire sur case blanche e4 · Tour blanche sur case noire g3 · Pion blanc sur case blanche h3 | Roi noir sur case blanche c8 · Roi blanc sur case noire b6 · Pion noir sur case noire f6 · Pion noir sur case noire h6 · Pion noir sur case noire a5 · Pion blanc sur case noire c5 · Pion blanc sur case blanche f5 · Pion noir sur case noire b4 · Tour noire sur case blanche e4 · Tour blanche sur case noire g3 · Pion blanc sur case blanche h3 | Roi noir sur case blanche c8 · Roi blanc sur case noire b6 · Pion noir sur case noire f6 · Pion noir sur case noire h6 · Pion noir sur case noire a5 · Pion blanc sur case noire c5 · Pion blanc sur case blanche f5 · Pion noir sur case noire b4 · Tour noire sur case blanche e4 · Tour blanche sur case noire g3 · Pion blanc sur case blanche h3 | Roi noir sur case blanche c8 · Roi blanc sur case noire b6 · Pion noir sur case noire f6 · Pion noir sur case noire h6 · Pion noir sur case noire a5 · Pion blanc sur case noire c5 · Pion blanc sur case blanche f5 · Pion noir sur case noire b4 · Tour noire sur case blanche e4 · Tour blanche sur case noire g3 · Pion blanc sur case blanche h3 | Roi noir sur case blanche c8 · Roi blanc sur case noire b6 · Pion noir sur case noire f6 · Pion noir sur case noire h6 · Pion noir sur case noire a5 · Pion blanc sur case noire c5 · Pion blanc sur case blanche f5 · Pion noir sur case noire b4 · Tour noire sur case blanche e4 · Tour blanche sur case noire g3 · Pion blanc sur case blanche h3 | Roi noir sur case blanche c8 · Roi blanc sur case noire b6 · Pion noir sur case noire f6 · Pion noir sur case noire h6 · Pion noir sur case noire a5 · Pion blanc sur case noire c5 · Pion blanc sur case blanche f5 · Pion noir sur case noire b4 · Tour noire sur case blanche e4 · Tour blanche sur case noire g3 · Pion blanc sur case blanche h3 | Roi noir sur case blanche c8 · Roi blanc sur case noire b6 · Pion noir sur case noire f6 · Pion noir sur case noire h6 · Pion noir sur case noire a5 · Pion blanc sur case noire c5 · Pion blanc sur case blanche f5 · Pion noir sur case noire b4 · Tour noire sur case blanche e4 · Tour blanche sur case noire g3 · Pion blanc sur case blanche h3 | Roi noir sur case blanche c8 · Roi blanc sur case noire b6 · Pion noir sur case noire f6 · Pion noir sur case noire h6 · Pion noir sur case noire a5 · Pion blanc sur case noire c5 · Pion blanc sur case blanche f5 · Pion noir sur case noire b4 · Tour noire sur case blanche e4 · Tour blanche sur case noire g3 · Pion blanc sur case blanche h3 | 7 |
| 6 | Roi noir sur case blanche c8 · Roi blanc sur case noire b6 · Pion noir sur case noire f6 · Pion noir sur case noire h6 · Pion noir sur case noire a5 · Pion blanc sur case noire c5 · Pion blanc sur case blanche f5 · Pion noir sur case noire b4 · Tour noire sur case blanche e4 · Tour blanche sur case noire g3 · Pion blanc sur case blanche h3 | Roi noir sur case blanche c8 · Roi blanc sur case noire b6 · Pion noir sur case noire f6 · Pion noir sur case noire h6 · Pion noir sur case noire a5 · Pion blanc sur case noire c5 · Pion blanc sur case blanche f5 · Pion noir sur case noire b4 · Tour noire sur case blanche e4 · Tour blanche sur case noire g3 · Pion blanc sur case blanche h3 | Roi noir sur case blanche c8 · Roi blanc sur case noire b6 · Pion noir sur case noire f6 · Pion noir sur case noire h6 · Pion noir sur case noire a5 · Pion blanc sur case noire c5 · Pion blanc sur case blanche f5 · Pion noir sur case noire b4 · Tour noire sur case blanche e4 · Tour blanche sur case noire g3 · Pion blanc sur case blanche h3 | Roi noir sur case blanche c8 · Roi blanc sur case noire b6 · Pion noir sur case noire f6 · Pion noir sur case noire h6 · Pion noir sur case noire a5 · Pion blanc sur case noire c5 · Pion blanc sur case blanche f5 · Pion noir sur case noire b4 · Tour noire sur case blanche e4 · Tour blanche sur case noire g3 · Pion blanc sur case blanche h3 | Roi noir sur case blanche c8 · Roi blanc sur case noire b6 · Pion noir sur case noire f6 · Pion noir sur case noire h6 · Pion noir sur case noire a5 · Pion blanc sur case noire c5 · Pion blanc sur case blanche f5 · Pion noir sur case noire b4 · Tour noire sur case blanche e4 · Tour blanche sur case noire g3 · Pion blanc sur case blanche h3 | Roi noir sur case blanche c8 · Roi blanc sur case noire b6 · Pion noir sur case noire f6 · Pion noir sur case noire h6 · Pion noir sur case noire a5 · Pion blanc sur case noire c5 · Pion blanc sur case blanche f5 · Pion noir sur case noire b4 · Tour noire sur case blanche e4 · Tour blanche sur case noire g3 · Pion blanc sur case blanche h3 | Roi noir sur case blanche c8 · Roi blanc sur case noire b6 · Pion noir sur case noire f6 · Pion noir sur case noire h6 · Pion noir sur case noire a5 · Pion blanc sur case noire c5 · Pion blanc sur case blanche f5 · Pion noir sur case noire b4 · Tour noire sur case blanche e4 · Tour blanche sur case noire g3 · Pion blanc sur case blanche h3 | Roi noir sur case blanche c8 · Roi blanc sur case noire b6 · Pion noir sur case noire f6 · Pion noir sur case noire h6 · Pion noir sur case noire a5 · Pion blanc sur case noire c5 · Pion blanc sur case blanche f5 · Pion noir sur case noire b4 · Tour noire sur case blanche e4 · Tour blanche sur case noire g3 · Pion blanc sur case blanche h3 | 6 |
| 5 | Roi noir sur case blanche c8 · Roi blanc sur case noire b6 · Pion noir sur case noire f6 · Pion noir sur case noire h6 · Pion noir sur case noire a5 · Pion blanc sur case noire c5 · Pion blanc sur case blanche f5 · Pion noir sur case noire b4 · Tour noire sur case blanche e4 · Tour blanche sur case noire g3 · Pion blanc sur case blanche h3 | Roi noir sur case blanche c8 · Roi blanc sur case noire b6 · Pion noir sur case noire f6 · Pion noir sur case noire h6 · Pion noir sur case noire a5 · Pion blanc sur case noire c5 · Pion blanc sur case blanche f5 · Pion noir sur case noire b4 · Tour noire sur case blanche e4 · Tour blanche sur case noire g3 · Pion blanc sur case blanche h3 | Roi noir sur case blanche c8 · Roi blanc sur case noire b6 · Pion noir sur case noire f6 · Pion noir sur case noire h6 · Pion noir sur case noire a5 · Pion blanc sur case noire c5 · Pion blanc sur case blanche f5 · Pion noir sur case noire b4 · Tour noire sur case blanche e4 · Tour blanche sur case noire g3 · Pion blanc sur case blanche h3 | Roi noir sur case blanche c8 · Roi blanc sur case noire b6 · Pion noir sur case noire f6 · Pion noir sur case noire h6 · Pion noir sur case noire a5 · Pion blanc sur case noire c5 · Pion blanc sur case blanche f5 · Pion noir sur case noire b4 · Tour noire sur case blanche e4 · Tour blanche sur case noire g3 · Pion blanc sur case blanche h3 | Roi noir sur case blanche c8 · Roi blanc sur case noire b6 · Pion noir sur case noire f6 · Pion noir sur case noire h6 · Pion noir sur case noire a5 · Pion blanc sur case noire c5 · Pion blanc sur case blanche f5 · Pion noir sur case noire b4 · Tour noire sur case blanche e4 · Tour blanche sur case noire g3 · Pion blanc sur case blanche h3 | Roi noir sur case blanche c8 · Roi blanc sur case noire b6 · Pion noir sur case noire f6 · Pion noir sur case noire h6 · Pion noir sur case noire a5 · Pion blanc sur case noire c5 · Pion blanc sur case blanche f5 · Pion noir sur case noire b4 · Tour noire sur case blanche e4 · Tour blanche sur case noire g3 · Pion blanc sur case blanche h3 | Roi noir sur case blanche c8 · Roi blanc sur case noire b6 · Pion noir sur case noire f6 · Pion noir sur case noire h6 · Pion noir sur case noire a5 · Pion blanc sur case noire c5 · Pion blanc sur case blanche f5 · Pion noir sur case noire b4 · Tour noire sur case blanche e4 · Tour blanche sur case noire g3 · Pion blanc sur case blanche h3 | Roi noir sur case blanche c8 · Roi blanc sur case noire b6 · Pion noir sur case noire f6 · Pion noir sur case noire h6 · Pion noir sur case noire a5 · Pion blanc sur case noire c5 · Pion blanc sur case blanche f5 · Pion noir sur case noire b4 · Tour noire sur case blanche e4 · Tour blanche sur case noire g3 · Pion blanc sur case blanche h3 | 5 |
| 4 | Roi noir sur case blanche c8 · Roi blanc sur case noire b6 · Pion noir sur case noire f6 · Pion noir sur case noire h6 · Pion noir sur case noire a5 · Pion blanc sur case noire c5 · Pion blanc sur case blanche f5 · Pion noir sur case noire b4 · Tour noire sur case blanche e4 · Tour blanche sur case noire g3 · Pion blanc sur case blanche h3 | Roi noir sur case blanche c8 · Roi blanc sur case noire b6 · Pion noir sur case noire f6 · Pion noir sur case noire h6 · Pion noir sur case noire a5 · Pion blanc sur case noire c5 · Pion blanc sur case blanche f5 · Pion noir sur case noire b4 · Tour noire sur case blanche e4 · Tour blanche sur case noire g3 · Pion blanc sur case blanche h3 | Roi noir sur case blanche c8 · Roi blanc sur case noire b6 · Pion noir sur case noire f6 · Pion noir sur case noire h6 · Pion noir sur case noire a5 · Pion blanc sur case noire c5 · Pion blanc sur case blanche f5 · Pion noir sur case noire b4 · Tour noire sur case blanche e4 · Tour blanche sur case noire g3 · Pion blanc sur case blanche h3 | Roi noir sur case blanche c8 · Roi blanc sur case noire b6 · Pion noir sur case noire f6 · Pion noir sur case noire h6 · Pion noir sur case noire a5 · Pion blanc sur case noire c5 · Pion blanc sur case blanche f5 · Pion noir sur case noire b4 · Tour noire sur case blanche e4 · Tour blanche sur case noire g3 · Pion blanc sur case blanche h3 | Roi noir sur case blanche c8 · Roi blanc sur case noire b6 · Pion noir sur case noire f6 · Pion noir sur case noire h6 · Pion noir sur case noire a5 · Pion blanc sur case noire c5 · Pion blanc sur case blanche f5 · Pion noir sur case noire b4 · Tour noire sur case blanche e4 · Tour blanche sur case noire g3 · Pion blanc sur case blanche h3 | Roi noir sur case blanche c8 · Roi blanc sur case noire b6 · Pion noir sur case noire f6 · Pion noir sur case noire h6 · Pion noir sur case noire a5 · Pion blanc sur case noire c5 · Pion blanc sur case blanche f5 · Pion noir sur case noire b4 · Tour noire sur case blanche e4 · Tour blanche sur case noire g3 · Pion blanc sur case blanche h3 | Roi noir sur case blanche c8 · Roi blanc sur case noire b6 · Pion noir sur case noire f6 · Pion noir sur case noire h6 · Pion noir sur case noire a5 · Pion blanc sur case noire c5 · Pion blanc sur case blanche f5 · Pion noir sur case noire b4 · Tour noire sur case blanche e4 · Tour blanche sur case noire g3 · Pion blanc sur case blanche h3 | Roi noir sur case blanche c8 · Roi blanc sur case noire b6 · Pion noir sur case noire f6 · Pion noir sur case noire h6 · Pion noir sur case noire a5 · Pion blanc sur case noire c5 · Pion blanc sur case blanche f5 · Pion noir sur case noire b4 · Tour noire sur case blanche e4 · Tour blanche sur case noire g3 · Pion blanc sur case blanche h3 | 4 |
| 3 | Roi noir sur case blanche c8 · Roi blanc sur case noire b6 · Pion noir sur case noire f6 · Pion noir sur case noire h6 · Pion noir sur case noire a5 · Pion blanc sur case noire c5 · Pion blanc sur case blanche f5 · Pion noir sur case noire b4 · Tour noire sur case blanche e4 · Tour blanche sur case noire g3 · Pion blanc sur case blanche h3 | Roi noir sur case blanche c8 · Roi blanc sur case noire b6 · Pion noir sur case noire f6 · Pion noir sur case noire h6 · Pion noir sur case noire a5 · Pion blanc sur case noire c5 · Pion blanc sur case blanche f5 · Pion noir sur case noire b4 · Tour noire sur case blanche e4 · Tour blanche sur case noire g3 · Pion blanc sur case blanche h3 | Roi noir sur case blanche c8 · Roi blanc sur case noire b6 · Pion noir sur case noire f6 · Pion noir sur case noire h6 · Pion noir sur case noire a5 · Pion blanc sur case noire c5 · Pion blanc sur case blanche f5 · Pion noir sur case noire b4 · Tour noire sur case blanche e4 · Tour blanche sur case noire g3 · Pion blanc sur case blanche h3 | Roi noir sur case blanche c8 · Roi blanc sur case noire b6 · Pion noir sur case noire f6 · Pion noir sur case noire h6 · Pion noir sur case noire a5 · Pion blanc sur case noire c5 · Pion blanc sur case blanche f5 · Pion noir sur case noire b4 · Tour noire sur case blanche e4 · Tour blanche sur case noire g3 · Pion blanc sur case blanche h3 | Roi noir sur case blanche c8 · Roi blanc sur case noire b6 · Pion noir sur case noire f6 · Pion noir sur case noire h6 · Pion noir sur case noire a5 · Pion blanc sur case noire c5 · Pion blanc sur case blanche f5 · Pion noir sur case noire b4 · Tour noire sur case blanche e4 · Tour blanche sur case noire g3 · Pion blanc sur case blanche h3 | Roi noir sur case blanche c8 · Roi blanc sur case noire b6 · Pion noir sur case noire f6 · Pion noir sur case noire h6 · Pion noir sur case noire a5 · Pion blanc sur case noire c5 · Pion blanc sur case blanche f5 · Pion noir sur case noire b4 · Tour noire sur case blanche e4 · Tour blanche sur case noire g3 · Pion blanc sur case blanche h3 | Roi noir sur case blanche c8 · Roi blanc sur case noire b6 · Pion noir sur case noire f6 · Pion noir sur case noire h6 · Pion noir sur case noire a5 · Pion blanc sur case noire c5 · Pion blanc sur case blanche f5 · Pion noir sur case noire b4 · Tour noire sur case blanche e4 · Tour blanche sur case noire g3 · Pion blanc sur case blanche h3 | Roi noir sur case blanche c8 · Roi blanc sur case noire b6 · Pion noir sur case noire f6 · Pion noir sur case noire h6 · Pion noir sur case noire a5 · Pion blanc sur case noire c5 · Pion blanc sur case blanche f5 · Pion noir sur case noire b4 · Tour noire sur case blanche e4 · Tour blanche sur case noire g3 · Pion blanc sur case blanche h3 | 3 |
| 2 | Roi noir sur case blanche c8 · Roi blanc sur case noire b6 · Pion noir sur case noire f6 · Pion noir sur case noire h6 · Pion noir sur case noire a5 · Pion blanc sur case noire c5 · Pion blanc sur case blanche f5 · Pion noir sur case noire b4 · Tour noire sur case blanche e4 · Tour blanche sur case noire g3 · Pion blanc sur case blanche h3 | Roi noir sur case blanche c8 · Roi blanc sur case noire b6 · Pion noir sur case noire f6 · Pion noir sur case noire h6 · Pion noir sur case noire a5 · Pion blanc sur case noire c5 · Pion blanc sur case blanche f5 · Pion noir sur case noire b4 · Tour noire sur case blanche e4 · Tour blanche sur case noire g3 · Pion blanc sur case blanche h3 | Roi noir sur case blanche c8 · Roi blanc sur case noire b6 · Pion noir sur case noire f6 · Pion noir sur case noire h6 · Pion noir sur case noire a5 · Pion blanc sur case noire c5 · Pion blanc sur case blanche f5 · Pion noir sur case noire b4 · Tour noire sur case blanche e4 · Tour blanche sur case noire g3 · Pion blanc sur case blanche h3 | Roi noir sur case blanche c8 · Roi blanc sur case noire b6 · Pion noir sur case noire f6 · Pion noir sur case noire h6 · Pion noir sur case noire a5 · Pion blanc sur case noire c5 · Pion blanc sur case blanche f5 · Pion noir sur case noire b4 · Tour noire sur case blanche e4 · Tour blanche sur case noire g3 · Pion blanc sur case blanche h3 | Roi noir sur case blanche c8 · Roi blanc sur case noire b6 · Pion noir sur case noire f6 · Pion noir sur case noire h6 · Pion noir sur case noire a5 · Pion blanc sur case noire c5 · Pion blanc sur case blanche f5 · Pion noir sur case noire b4 · Tour noire sur case blanche e4 · Tour blanche sur case noire g3 · Pion blanc sur case blanche h3 | Roi noir sur case blanche c8 · Roi blanc sur case noire b6 · Pion noir sur case noire f6 · Pion noir sur case noire h6 · Pion noir sur case noire a5 · Pion blanc sur case noire c5 · Pion blanc sur case blanche f5 · Pion noir sur case noire b4 · Tour noire sur case blanche e4 · Tour blanche sur case noire g3 · Pion blanc sur case blanche h3 | Roi noir sur case blanche c8 · Roi blanc sur case noire b6 · Pion noir sur case noire f6 · Pion noir sur case noire h6 · Pion noir sur case noire a5 · Pion blanc sur case noire c5 · Pion blanc sur case blanche f5 · Pion noir sur case noire b4 · Tour noire sur case blanche e4 · Tour blanche sur case noire g3 · Pion blanc sur case blanche h3 | Roi noir sur case blanche c8 · Roi blanc sur case noire b6 · Pion noir sur case noire f6 · Pion noir sur case noire h6 · Pion noir sur case noire a5 · Pion blanc sur case noire c5 · Pion blanc sur case blanche f5 · Pion noir sur case noire b4 · Tour noire sur case blanche e4 · Tour blanche sur case noire g3 · Pion blanc sur case blanche h3 | 2 |
| 1 | Roi noir sur case blanche c8 · Roi blanc sur case noire b6 · Pion noir sur case noire f6 · Pion noir sur case noire h6 · Pion noir sur case noire a5 · Pion blanc sur case noire c5 · Pion blanc sur case blanche f5 · Pion noir sur case noire b4 · Tour noire sur case blanche e4 · Tour blanche sur case noire g3 · Pion blanc sur case blanche h3 | Roi noir sur case blanche c8 · Roi blanc sur case noire b6 · Pion noir sur case noire f6 · Pion noir sur case noire h6 · Pion noir sur case noire a5 · Pion blanc sur case noire c5 · Pion blanc sur case blanche f5 · Pion noir sur case noire b4 · Tour noire sur case blanche e4 · Tour blanche sur case noire g3 · Pion blanc sur case blanche h3 | Roi noir sur case blanche c8 · Roi blanc sur case noire b6 · Pion noir sur case noire f6 · Pion noir sur case noire h6 · Pion noir sur case noire a5 · Pion blanc sur case noire c5 · Pion blanc sur case blanche f5 · Pion noir sur case noire b4 · Tour noire sur case blanche e4 · Tour blanche sur case noire g3 · Pion blanc sur case blanche h3 | Roi noir sur case blanche c8 · Roi blanc sur case noire b6 · Pion noir sur case noire f6 · Pion noir sur case noire h6 · Pion noir sur case noire a5 · Pion blanc sur case noire c5 · Pion blanc sur case blanche f5 · Pion noir sur case noire b4 · Tour noire sur case blanche e4 · Tour blanche sur case noire g3 · Pion blanc sur case blanche h3 | Roi noir sur case blanche c8 · Roi blanc sur case noire b6 · Pion noir sur case noire f6 · Pion noir sur case noire h6 · Pion noir sur case noire a5 · Pion blanc sur case noire c5 · Pion blanc sur case blanche f5 · Pion noir sur case noire b4 · Tour noire sur case blanche e4 · Tour blanche sur case noire g3 · Pion blanc sur case blanche h3 | Roi noir sur case blanche c8 · Roi blanc sur case noire b6 · Pion noir sur case noire f6 · Pion noir sur case noire h6 · Pion noir sur case noire a5 · Pion blanc sur case noire c5 · Pion blanc sur case blanche f5 · Pion noir sur case noire b4 · Tour noire sur case blanche e4 · Tour blanche sur case noire g3 · Pion blanc sur case blanche h3 | Roi noir sur case blanche c8 · Roi blanc sur case noire b6 · Pion noir sur case noire f6 · Pion noir sur case noire h6 · Pion noir sur case noire a5 · Pion blanc sur case noire c5 · Pion blanc sur case blanche f5 · Pion noir sur case noire b4 · Tour noire sur case blanche e4 · Tour blanche sur case noire g3 · Pion blanc sur case blanche h3 | Roi noir sur case blanche c8 · Roi blanc sur case noire b6 · Pion noir sur case noire f6 · Pion noir sur case noire h6 · Pion noir sur case noire a5 · Pion blanc sur case noire c5 · Pion blanc sur case blanche f5 · Pion noir sur case noire b4 · Tour noire sur case blanche e4 · Tour blanche sur case noire g3 · Pion blanc sur case blanche h3 | 1 |
|   | a | b | c | d | e | f | g | h |   |

- Karpov - Kortchnoï, 8e partie, 1-0
- Karpov - Kortchnoï, 14e partie, 1-0
- Kortchnoï - Karpov, 17e partie, 0-1